# Société sous la dynastie Song
Vous lisez un « bon article » labellisé en 2011.  Il fait partie d'un « bon thème ».

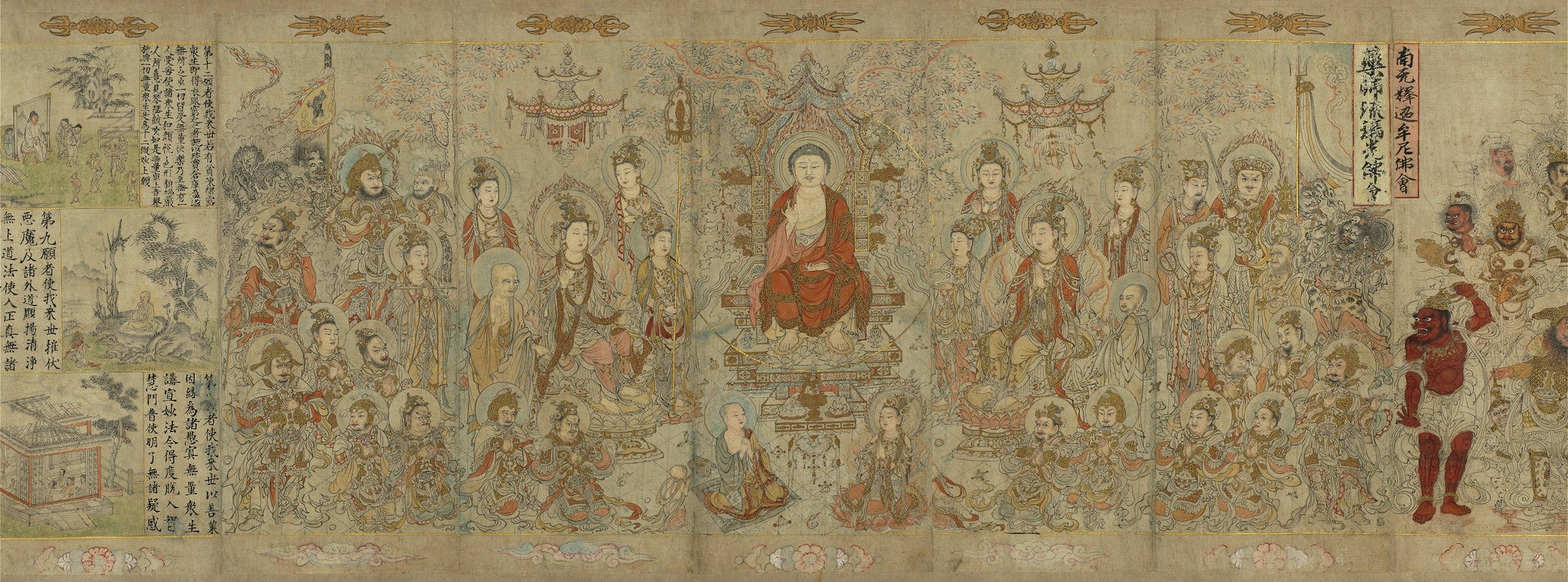
« Le Bouddha Sakyamuni », par le peintre Zhang Shengwen, c. 1181–1186. Bien que le bouddhisme soit en déclin et en concurrence directe avec le néoconfucianisme durant la période Song, il reste toutefois une des idéologies religieuses majeures en Chine.

La société chinoise durant la dynastie Song (960-1279) est marquée par les réformes politiques et légales, un retour philosophique du confucianisme et le développement des villes qui deviennent, au-delà de centres administratifs, des centres commerciaux, industriels et de commerce maritime. Les habitants des zones rurales sont pour la plupart des fermiers, même si certains sont chasseurs, pêcheurs ou employés du gouvernement travaillant dans les mines ou les marais salants. Inversement, les boutiques, les artisans, les gardes de la ville, les saltimbanques, les travailleurs et les riches marchands vivent dans les centres des comtés ou des provinces, avec la noblesse chinoise (une petite communauté d'élite de fonctionnaires éduqués et érudits).
Comme les propriétaires terriens et les fonctionnaires du gouvernement, les nobles se considèrent comme l'élite conduisant la société. Leur coopération et leur travail sont essentiels pour la bureaucratie surchargée tant au niveau national que provincial. En plusieurs points, les fonctionnaires érudits de la période Song diffèrent des fonctionnaires plus aristocratiques de la dynastie Tang (618–907). Les examens impériaux deviennent le premier moyen de nomination d'un fonctionnaire à un poste puisque la compétition pour les réussir est de plus en plus grande. Les désaccords fréquents des ministres d'État sur les problèmes idéologiques et politiques conduisent à des conflits et à l'apparition de factions politiques. Ceci sape la stratégie du mariage, qui permet à de nombreuses familles de faire entrer leurs fils dans la fonction publique.
Les fonctionnaires confucianistes ou légistes dans la Chine ancienne catégorisent tous les groupes socio-économiques en quatre occupations, vastes et hiérarchiques, et qui sont (dans l'ordre descendant) : les shi (fonctionnaires ou nobles), les nong (fermiers paysans), les gong (artisans) et les shang (marchands). Les riches propriétaires terriens et fonctionnaires possèdent les moyens pour préparer leurs fils aux examens impériaux, pourtant la compétition des marchands augmente durant la période Song. Les marchands complotent fréquemment avec les fonctionnaires, malgré le fait que ces derniers, érudits, n'ont aucune vocation mercantile, tout autant qu'ils respectent l'artisanat et l'agriculture. La carrière militaire offre aussi aux officiers une alternative pour progresser dans la société Song, même si les soldats n'y avaient pas une place éminente. Bien que certains devoirs domestiques et familiaux soient attendus des femmes, elles jouissent quand même d'un certain nombre de droits sociaux et légaux par rapport à une société patriarcale. Les progrès sur les droits des femmes à accéder à la propriété apparaissent progressivement avec l'augmentation de la valeur des dots offertes aux familles des mariées.
Le taoïsme et le bouddhisme sont les religions dominantes dans la Chine des Song, la dernière influençant profondément plusieurs croyances et principes du néoconfucianisme. D'autre part, le bouddhisme est sujet de fortes critiques de la part des ardents partisans et philosophes confucianistes de cette époque. Les croyances plus anciennes en la mythologie chinoise, la religion traditionnelle chinoise et le culte des ancêtres ont également une place importante dans la vie quotidienne du peuple, puisque les Chinois croient que les divinités et les fantômes du royaume spirituel interagissent fréquemment avec le royaume des vivants.
Le système judiciaire Song est entretenu par les chefs de la police, enquêteurs, médecins légistes officiels et rédacteurs officiels qui aident les magistrats. Ces derniers sont encouragés pour appliquer à la fois leurs connaissances pratiques et la loi écrite dans les décisions judiciaires qui sont la promotion de la moralité sociétale. Des avancées dans la naissante médecine légale, une plus grande importance sur la collecte de preuves indiscutables et un enregistrement méticuleux par des clercs des rapports d'autopsies, ainsi que les dépositions de témoins aident les autorités à condamner les criminels.

## Vie urbaine

### Croissance et organisation urbaine

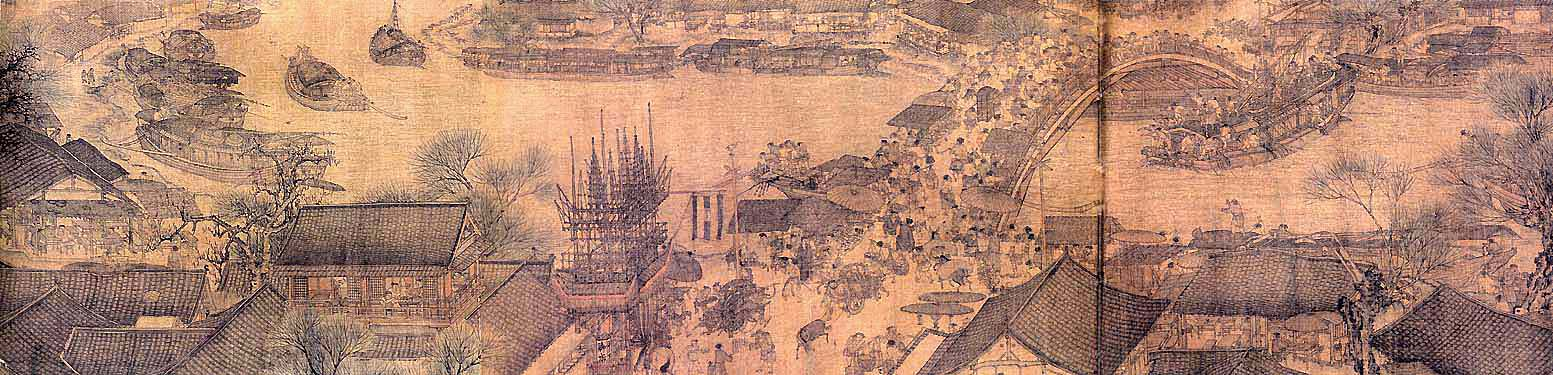
Extrait du « Jour de Qingming au bord de la rivière » par Zhang Zeduan, représentant la ville de Kaifeng au ou XIIe siècle.

Les villes chinoises de la période Song sont parmi les plus grandes du monde, profitant des avancées technologiques et de la révolution agricole. Kaifeng, qui est la capitale et le siège du gouvernement de la dynastie de Song du Nord (960-1127), compte un demi-million d'habitants en 1021, avec un autre demi-million vivant dans les neuf banlieues de la ville. En 1100, la population civile dans les murs de la ville atteint 1 050 000, alors que l'armée compte un total de 1,4 million de soldats stationnés. Hangzhou, la capitale de la dynastie des Song du Sud (1127-1279), quant à elle, compte plus de 400 000 habitants au début du XIIe siècle, grâce à sa position commerciale stratégique à l'extrémité méridionale du Grand Canal, lui donnant la réputation de « grenier à grains » de la vallée inférieure du fleuve Yangzi,. Au cours du XIIIe siècle, la population de la ville augmente considérablement, jusqu'à environ un million d'habitants, alors que le recensement de 1270 fait mention de 186 330 familles enregistrées vivant dans la ville,.
Bien que l'agriculture ne soit pas aussi riche que dans les régions de l'Ouest, comme au Sichuan, la région du Fujian subit cependant un accroissement important de sa population. Le gouvernement y enregistre une augmentation de 1 500 % du nombre de foyers enregistrés entre les années 742 et 1208. Avec une industrie navale en plein essor et de nouvelles installations minières, le Fujian devient le moteur économique de la Chine au cours de la période Song. Le grand port de mer de la Chine, Quanzhou, est situé au Fujian. En 1120, son gouverneur revendique que la population de sa ville atteint environ 500 000 habitants. La ville à l'intérieur des terres de la province du Fujian, Jiankang, possède également une importante population d'environ 200 000 habitants. Robert Hartwell indique qu'entre 742 et 1200 la population du Nord de la Chine croît de seulement 54 %, alors que le Sud de la Chine connaît une croissance démographique de 695 %, la vallée médiane du Yangze de 483 %, la région de Lingnan de 150 %, et la vallée supérieure du Yangzi de 135 %. Entre les VIIIe et XIe siècles la vallée inférieure du Yangzi connaît une croissance démographique plus faible en comparaison des autres régions du Sud de la Chine. Le déplacement de la capitale à Hangzhou ne crée pas de changement immédiat spectaculaire quant à la croissance de la population avant la période des années 1170 à 1225, lorsque de nouvelles digues permettent de remettre en état des terres pour la plupart à destination de l'agriculture entre le lac de Tai et la mer de Chine orientale ainsi qu'à l'embouchure du Yangzi sur la côte septentrionale du Zhejiang.

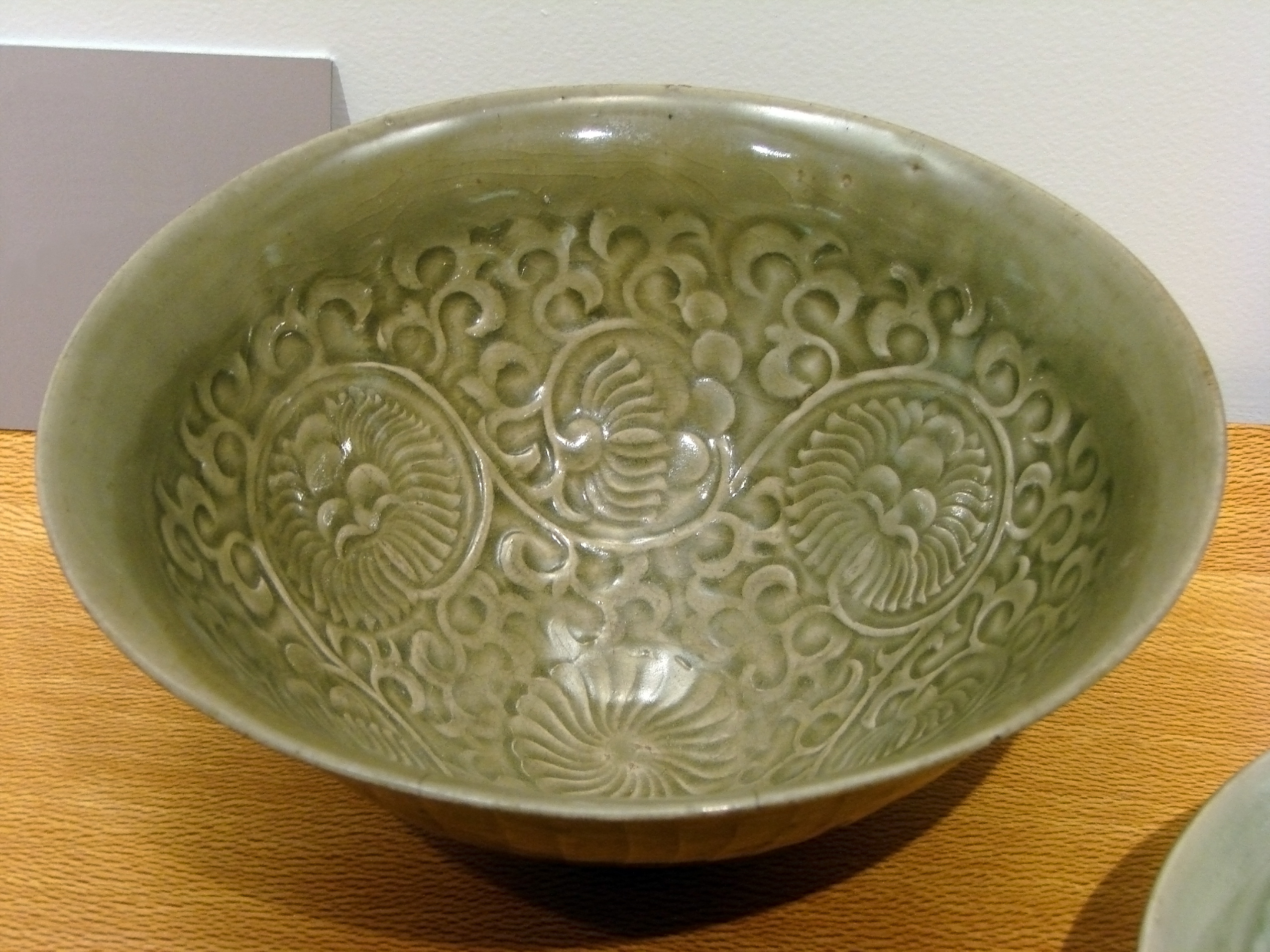
Bol en céladon de Yaozhou, Shaanxi, daté du ou XIe siècle.

La société chinoise nouvellement commercialisée est manifestement différente entre la période des Song du Nord et celle de la précédente dynastie Tang, dont la capitale est Chang'an. Même si la ville concentre de grandes richesses, l'importance politique de Chang'an éclipse son envergure commerciale. Yangzhou est ainsi le centre économique de la Chine durant la période Tang. À l'opposé, le rôle de Kaifeng en tant que centre commercial de la Chine est tout aussi important que son rôle politique. Après l'abolition du couvre-feu datant de la période Tang, en 1063, les marchés de Kaifeng sont ouverts à toute heure du jour, ce qui accroît son potentiel commercial, contrairement à l'ancienne capitale Chang'an. Les commerçants et colporteurs à Kaifeng commencent à vendre leurs marchandises dès l'aube. Le long de la large avenue impériale, des petits déjeuners et autres friandises sont vendus dans des magasins et sur des étals. Des colporteurs proposent également de l'eau chaude pour laver les visages à l'entrée des bains publics. La vive activité des marchés ne décline pas avant le repas du soir, tandis que les boutiques de nouilles restent ouvertes jour et nuit. Durant la période Song, le peuple est également plus désireux d'acheter des maisons situées près des marchés animés par rapport aux périodes passées. La richesse de Kaifeng, les maisons de plusieurs étages et les logements urbains communs se concentrent le long des rues de la ville, alors que l'ancienne capitale des Tang les cache derrière d'imposants murs.

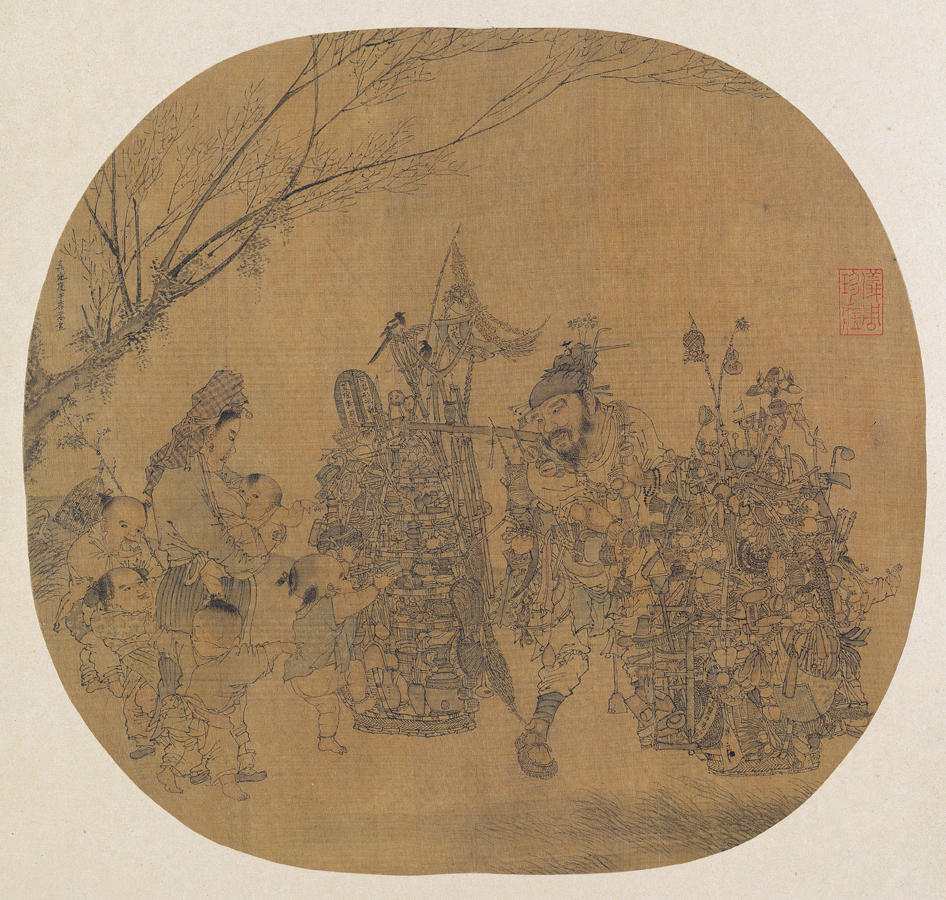
Peinture d'une femme et d'enfants autour d'un colporteur dans la campagne, par Li Song (c. 1190-1225), datée de 1210. Le plus jeune des enfants, qui tire un des paniers de marchandises du colporteur, est cependant trop jeune pour porter un pantalon.

Le gouvernement municipal de Hangzhou décrète une politique et un programme d'aide à la maintenance de la ville pour assurer le bien-être de ses habitants. Pour maintenir l'ordre dans une si grande ville, quatre ou cinq gardes y sont postés en faction tous les 270 mètres. Leurs rôles principaux sont la prévention des rixes et des vols, les patrouilles nocturnes dans les rues et l'alerte rapide aux habitants en cas d'incendie. Le gouvernement assigne 2 000 soldats dans 14 casernes construites pour combattre la propagation des feux dans la cité. Il stationne également 1 200 soldats dans le même but, mais à l'extérieur des murs de la ville,. Ces casernes sont espacées de 460 m, possèdent des tours d'observation et accueillent en permanence 100 hommes chacune. Comme dans le passé, les capitales Song sont aussi constituées de larges avenues afin de briser la propagation des incendies. Malgré ces mesures de prévention, les grands incendies restent une menace permanente. Après l'extinction d'un important feu en 1137, le gouvernement suspend le paiement des loyers et offre 108 840 kg de riz aux plus pauvres. Le bambou, les planches et les nappes ne sont pas objets de taxes afin de faciliter la reconstruction. Les incendies ne sont pas les seuls problèmes auxquels les habitants de Hangzhou et des autres villes peuplées doivent faire face. Plus encore que dans les campagnes, la pauvreté est largement répandue et devient un sujet majeur de débat à la cour centrale et dans les gouvernements locaux. Pour réduire ses effets, le gouvernement Song décrète plusieurs initiatives, dont la distribution d'aumônes aux pauvres, l'établissement de cliniques, de pharmacies et de maisons de retraite publiques et la création de cimetières pour les défavorisés,. De plus, chaque préfecture administrative possède des hôpitaux publics gérés par l'État, où les pauvres, les personnes âgées, les malades et les incurables peuvent aller se faire soigner gratuitement.
Afin d'assurer une communication rapide entre les villes, les Song équipent la Chine rurale de routes et de nombreux ponts. Le gouvernement maintient également un système postal efficient surnommé le « relais de pieds chauds », qui est constitué de milliers d'officiers postaux dirigés par le gouvernement central. Les employés postaux conservent des enregistrements des envois et les bureaux de poste sont constitués d'officiers cantonaux qui surveillent les routes de distribution du courrier. Après la période Song, la dynastie Yuan transforme ce système postal en organisation militaire, avec des coursiers sous les ordres de directeurs. Ce nouveau système perdure entre les XIVe et XIXe siècles, avant que le télégraphe et la construction de routes modernes ne soient introduits en Chine par les Occidentaux.

### Divertissements et passe-temps

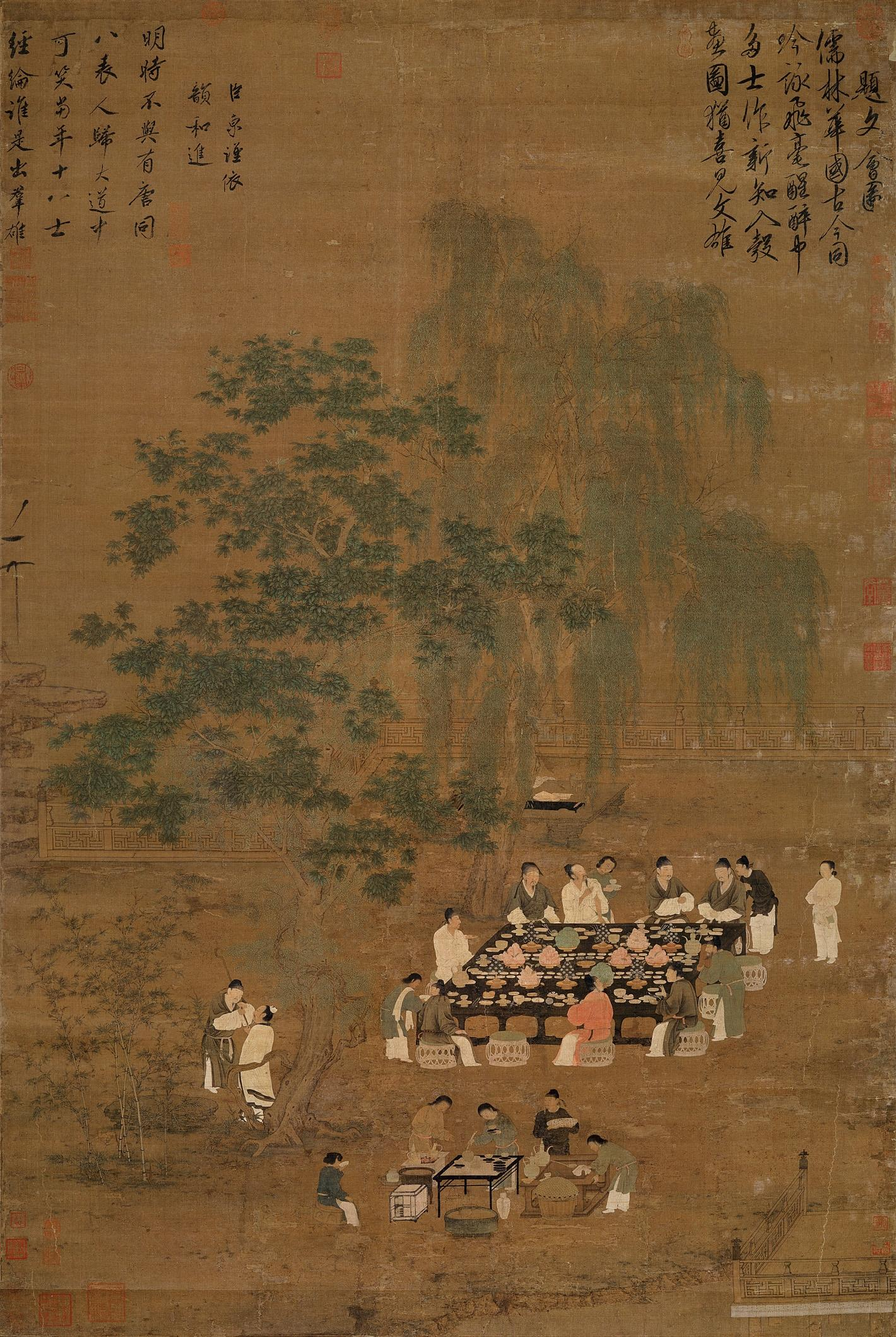
Peinture d'un banquet extérieur, possible version revisitée d'un original de la dynastie Tang.

De nombreux clubs sociaux pour les riches Chinois deviennent populaires durant la période Song. Un texte daté de 1235 mentionne que, rien que dans la ville de Hangzhou, il existe notamment le Club de poésie du lac de l'Ouest, la Société bouddhiste de thé, le Club de forme physique, le Club des pêcheurs, le Club occulte, la Chorale des jeunes filles, le Club des cuisines exotiques, le Club des fruits et des plantes, le Club des antiquaires collectionneurs, le Club des amoureux des cheveux et la Société de musique raffinée. Par ailleurs, aucun évènement formel ou festival ne se termine sans un banquet qui nécessite l'appel aux entreprises de restauration.

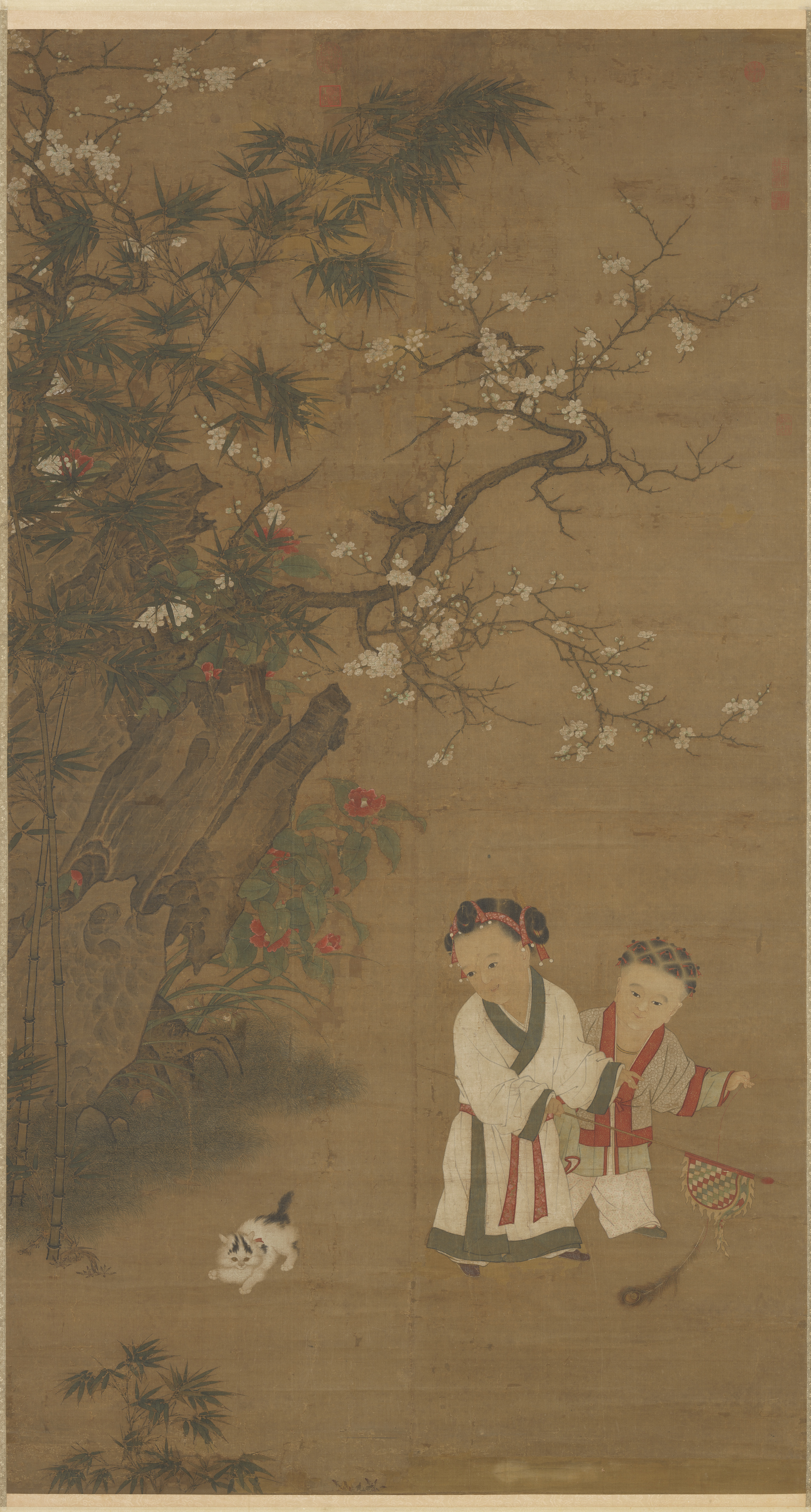
Dans cette peinture de Su Hanchen (fl. 1130-1160), un enfant agite une plume de paon qui est communément utilisée par les acteurs jouant les généraux dans les pièces de théâtre des Song.

Les quartiers de divertissements de Kaifeng, Hangzhou ou des autres villes proposent des amusements tels que des charmeurs de serpents, mangeurs de sabres, diseurs de bonne aventure, acrobates, marionnettistes, acteurs, conteurs, maisons de thé, restaurants et courtiers qui proposent des jeunes femmes pouvant servir de servante, concubine, chanteuse ou prostituée,,,,. Ces quartiers, connus sous le nom de « lieux de plaisir », sont situés dans des endroits où la stricte observance de la moralité et du formalisme social peut être aisément ignorée. Ils se trouvent dans la cité, en dehors des remparts près des portes ou encore dans les banlieues. Chacun d'entre eux est contrôlé par un fonctionnaire nommé par l'État. Les jeux et divertissements se déroulent toute la journée, alors que les tavernes et maisons de chanteuses ouvrent à partir de deux heures du matin. Tout en étant servi par des serveurs qui chauffent le vin pour les clients, les hommes sont régulièrement approchés par des gens communément appelés « paresseux » (xianhan) qui offrent leurs services pour faire des courses, aller chercher et/ou envoyer de l'argent, ou encore convoquer des chanteuses.
Les représentations théâtrales, souvent accompagnées de musique, sont populaires sur les marchés. Il est possible de distinguer le rang des acteurs par le type et la couleur de leurs vêtements, qui représentent leurs compétences acquises dans les écoles de théâtre. Des sketches satiriques, qui dénoncent la corruption des fonctionnaires, sont particulièrement appréciés par les couches populaires. Dans les pièces, les acteurs parlent le chinois classique. Le chinois vernaculaire, qui imite le mandarin parlé, n'est introduit dans les pièces de théâtre qu'à partir de la dynastie suivante des Yuan. Bien qu'ils aient l'habitude de parler en langue chinoise érudite, les troupes d'acteurs sont souvent considérées comme faisant partie de la plus basse classe sociale de l'époque, celle des prostituées. Sur la cinquantaine de théâtres situés dans les lieux de plaisir de Kaifeng, quatre sont assez grands pour accueillir plusieurs milliers de spectateurs, chacun attirant les foules qui prospèrent dans les entreprises à proximité.
Un certain nombre de festivals se tiennent aussi bien dans les villes que dans les communautés rurales. Les arts martiaux sont source de divertissement public. Les combats ont lieu sur des estrades, les Lei Tai. Avec la montée de la popularité de la distinction entre activités urbaine et domestique durant cette période, les activités traditionnelles chinoises, telles que la cynégétique, les activités équestres et le polo, déclinent. En termes de loisirs domestiques, les Chinois apprécient entre autres les jeux de plateau, comme le xiangqi et le jeu de go. De somptueux jardins permettent aux habitants de se promener. Régulièrement, des courses de bateaux dragons sont même organisées sur les lacs des parcs,.

## Vie rurale

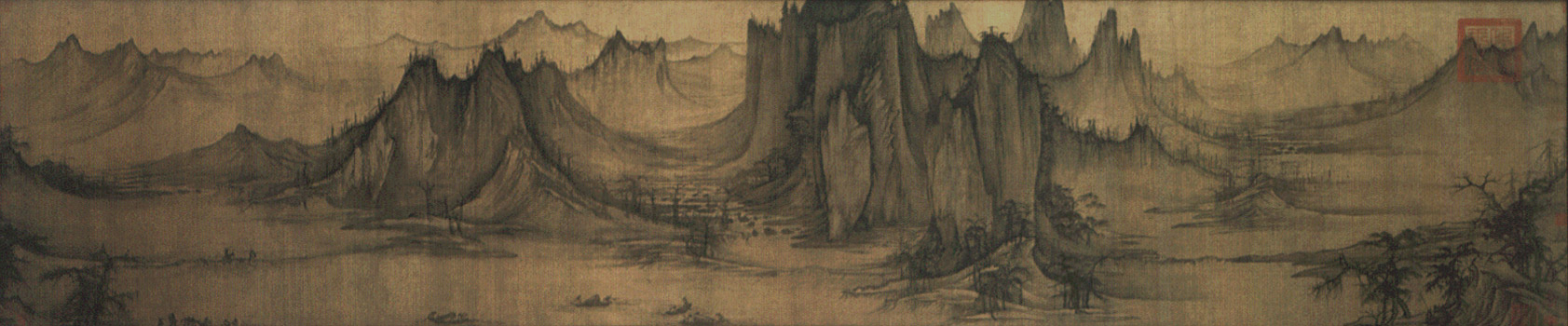
« Chanson de soirée des pêcheurs », par Xu Daoning, c. 1049.

En bien des aspects, la vie des paysans dans les campagnes durant la dynastie Song est similaire à celle vécue dans les dynasties précédentes. Les gens passent leurs jours à labourer et planter dans les champs, entretenir leurs familles, vendre des semis et des marchandises sur les marchés locaux, visiter les temples et organiser des cérémonies comme des mariages. Les cas de banditisme, que les fonctionnaires locaux sont forcés de combattre, ont lieu en permanence dans la campagne.
Il y a divers types de propriété foncière et d'occupation en fonction de la topographie et du climat local. Dans les régions vallonnées et loin des routes commerciales, la plupart des fermiers paysans possèdent et cultivent leurs propres champs. Dans les régions frontalières comme au Hunan et au Sichuan, les propriétaires des riches possessions embauchent des serfs pour travailler la terre. Les domaines les plus à l'intérieur des terres ont quelques propriétés avec des serfs pour labourer les champs. Ces régions ont longtemps favorisé la culture irriguée du riz, qui ne demande en effet pas de gestion centralisée. Les propriétaires fixent des loyers aux fermiers dans ces régions, alors que les petites familles de fermiers indépendants possèdent également leurs propres parcelles de terrain.
Le gouvernement offre des avantages fiscaux aux agriculteurs qui cultivent les terres le long des lacs, marais, mers et en terrasses sur les pentes des montagnes. La culture est rendue possible sur ces terrains difficiles grâce aux améliorations dans la construction de barrages et dans l'usage de chaînes de pompe afin d'élever l'eau vers des niveaux d'irrigation plus élevés. Au Xe siècle, l'introduction du riz précoce, qui peut pousser dans diverses régions climatiques et conditions topographiques, permet une migration significative des grandes terres les plus productives qui ont été cultivées pendant des siècles dans des zones auparavant inhabitées dans l'arrière-pays de la vallée du Yangzi et au Sud-Est de la Chine, qui ont connu un développement rapide. La culture à grande échelle du riz en Chine nécessite toutefois de nouvelles techniques de labourage et d'agriculture. En effet, un rendement effectif des rizières demande un repiquage soigneux des rangées de plants de riz, un désherbage efficace, un maintien des niveaux d'eau et un drainage des champs pour la récolte. Planter et désherber requiert souvent un jour complet de travail, puisque les fermiers doivent œuvrer pieds nus dans les eaux boueuses des rizières. Pour les autres cultures, les buffles domestiques sont utilisés comme animaux de trait pour le labourage et le hersage des champs. Ils servent également à y répandre le compost et le fumier.

## Classes sociales

### Fonctionnaires érudits et nobles, l'élite sociale

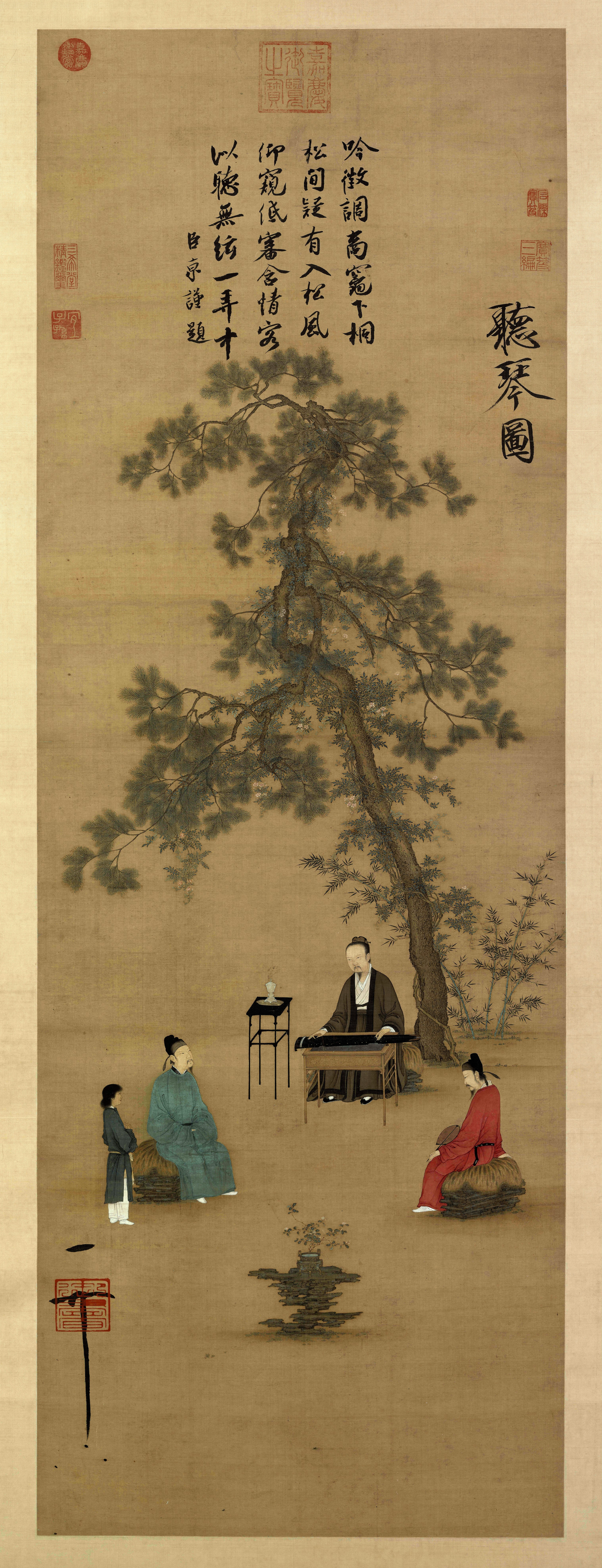
« Concert de Qin », par l'empereur Song Huizong, XI ; jouer un instrument de musique comme le qin est un des loisirs appréciés des fonctionnaires érudits.

Un des changements fondamentaux dans la société chinoise, entre les périodes des dynasties Tang et Song, réside dans la transformation de l'élite intellectuelle, dont font partie les fonctionnaires érudits et tous ceux qui ont réussi ou ont été candidats aux examens impériaux. Ces intellectuels sont mieux éduqués, moins aristocrates dans leurs habitudes, et plus nombreux que pendant la période Tang,. Suivant la logique des classiques philosophiques confucéens, les fonctionnaires érudits Song se considèrent comme des figures moralistes dont la responsabilité principale est de maintenir les marchands cupides et les militaires assoiffés de pouvoir à leurs places. Même si un fonctionnaire érudit n'est pas assuré de se voir attribuer un poste au gouvernement, il se sent responsable de faire respecter la morale dans la société et devient ainsi un membre d'élite de sa communauté.
Le facteur le plus influent qui sculpte cette nouvelle classe sociale est sans doute la compétitivité des candidats érudits qui entrent dans la fonction publique par les examens impériaux. Même s'ils ne sont pas tous issus de la classe des propriétaires fonciers, les fils des membres de cette classe sociale ont un meilleur accès à une bonne éducation et possèdent donc plus de capacités pour réussir les examens impériaux,. Obtenir un diplôme en passant un examen de niveau préfectoral, judiciaire ou de palais, durant la période Song est le plus important prérequis pour espérer obtenir une nomination dans la fonction publique, surtout dans ses postes les plus élevés. Ceci constitue une des principales différences d'avec la précédente période Tang, puisque le système d'examens de cette époque était utilisé à plus petite échelle. Désormais, plus le niveau de l'examen obtenu est élevé, plus les chances d'obtenir un poste important dans le gouvernement sont grandes. Cela assure également un salaire plus grand ainsi qu'un prestige social certain, arboré par le type et la couleur des hanfu, ces chapeaux et écharpes portés par chaque fonctionnaire. Le style vestimentaire de ce dernier permet en effet de distinguer son rang au sein de l'autorité administrative. Ce code vestimentaire rigide est particulièrement mis en application au début de la dynastie Song, avant que la prestigieuse couleur violette ne se diffuse aux rangs moyens et inférieurs des fonctionnaires.
Les fonctionnaires érudits et les nobles se distinguent par leurs activités intellectuelles. Alors que certains comme Shen Kuo (1031-1095) et Su Song (1020-1101) explorent tous les domaines connus de la science, des études et du savoir-faire, les élites Song sont généralement plus intéressées par les activités de loisir, comme la poésie, la collection d'œuvres d'art et d'antiquités. Cette dernière activité est alors transformée en véritable activité intellectuelle. C'est le fonctionnaire, historien, poète et essayiste Ouyang Xiu (1007-1072) qui compile pour la première fois un catalogue analytique des gravures anciennes sur pierres et de bronzes, ce qui constitue une des bases de l'épigraphie et de l'archéologie. Shen Kuo initie quant à lui une approche interdisciplinaire de l'étude archéologique, afin de faciliter ses travaux en astronomie, mathématiques et enregistrement des anciennes mesures musicales. Le fonctionnaire érudit et historien Zeng Gong (1019-1083) met en valeur les derniers chapitres de l'ancien Zhan Guo Ce, corrigeant et modifiant la version officielle de cette époque. Les fonctionnaires érudits et nobles sont censés se soumettre à des activités intellectuelles pour le bien de la communauté, comme l'écriture de l'histoire ou la cartographie locales. Dans les cas de Shen Kuo et Su Song, leurs activités dans les domaines académiques, tels que la pharmacie et l'amélioration du calendrier lunaire par leurs travaux en astronomie, suivent cet idéal.

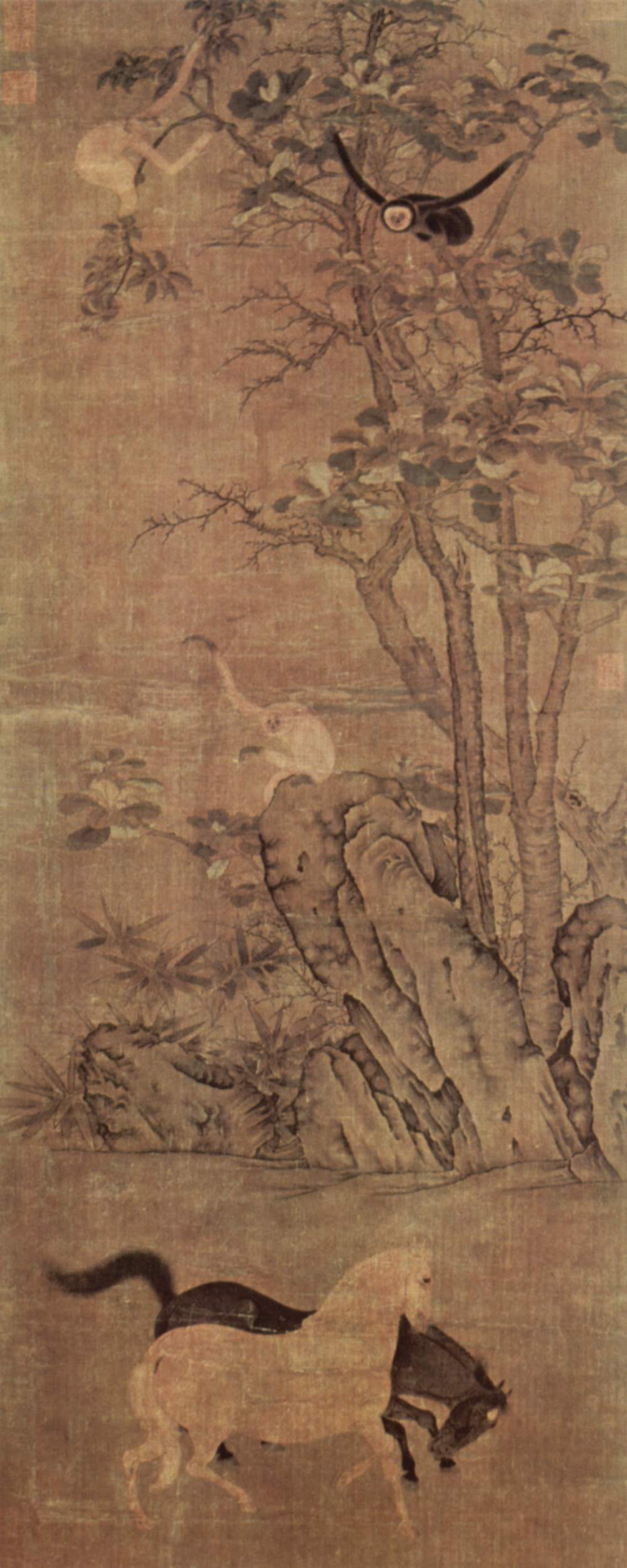
« Singes et chevaux », peinture du X et copie d'un original du VIII. Les peintres de la période Song et des dynasties suivantes prennent pour habitude de reprendre des scènes peintes durant les dynasties passées, en leur apportant leur propre style et expression artistique.

En plus des activités intellectuelles, la noblesse exhibe des habitudes et des activités culturelles qui marquent le statut social et le raffinement de ses membres. Le terme, érudit, d'« appréciation de la compagnie de neuf invités » (jiuke), une extension des quatre arts des fonctionnaires chinois, est une métaphore pour désigner les passe-temps préférés de la noblesse : pratique de la cithare chinoise, le xiangqi (échecs chinois), la méditation bouddhiste zen, la calligraphie et la peinture, la dégustation de thé, l'alchimie, la poésie chantée, la conversation et enfin la dégustation de vin. Les œuvres d'art peintes par la noblesse ont un style radicalement différent entre les Song du Nord et les Song du Sud, à cause des circonstances politique, démographique et sociale différentes. La noblesse et les fonctionnaires des Song du Nord se consacrent particulièrement à résoudre les problèmes dans l'intérêt national et à peu se préoccuper de ceux relatifs aux affaires locales. Ils préfèrent donc peindre de grandes scènes naturelles où chaque individu n'est qu'une petite figure immergée dans un cadre plus large. Au cours de la période des Song du Sud, les préoccupations politique, familiale et sociale se focalisent beaucoup plus sur les intérêts locaux. De ce fait, le style pictural de cette époque présente des petites scènes intimistes focalisées sur les individus.
Les familles aisées qui vivent dans les domaines dévolus à ces fonctionnaires érudits, tout comme des riches marchands, princes et nobles, possèdent souvent un nombre important de servants, techniciens et favoris. Elles recrutent des artisans personnels tels que des joailliers, sculpteurs et brodeurs, pendant que des domestiques nettoient la maison, font les courses, cuisinent et préparent les banquets, mariages et funérailles. Elles accueillent également des hommes de lettres comme des secrétaires, copistes et précepteurs chargés d'éduquer les fils de la famille. Pour les loisirs, on retrouve enfin dans leurs maisons des musiciens, peintres, poètes, joueurs d'échec et conteurs.
L'historien et sinologue Jacques Gernet souligne que ces servants et favoris hébergés par les riches familles représentent les membres les plus fortunés de la plus basse classe sociale. Les autres travailleurs et ouvriers tels que les porteurs d'eau, terrassiers, colporteurs, physionomistes et devins « vivent pour la plupart de la main à la bouche ». Le monde du divertissement, dans les bazars couverts des marchés et à l'entrée des ponts, fournit également des moyens modestes aux conteurs, marionnettistes, jongleurs, acrobates, fil-de-féristes, dresseurs d'animaux sauvages et anciens soldats qui étalent leurs forces en soulevant de grosses masses. Ces personnes ont le plus de travail durant les périodes de fêtes annuelles. Au contraire, les paysans constituent la plupart des ruraux pauvres. Certains, dans les zones rurales, choisissent des professions centrées principalement autour de la chasse, la pêche, la foresterie, le travail dans les mines ou dans les marais salants.

### Travailleurs et eunuques, les basses classes sociales
Selon l'éthique confucéenne, les fonctionnaires érudits et l'élite se considèrent comme appartenant au sommet de la société, et ce juste derrière la famille impériale. Les fermiers ruraux sont considérés comme les piliers essentiels qui fournissent la nourriture au reste de la société. Ils sont souvent plus respectés que les marchands locaux ou régionaux, quels que soient sa richesse et son pouvoir. L'élite des fonctionnaires érudits confucéens, qui constituent la grande bureaucratie de la Chine, estime que l'intérêt croissant de leur société pour le mercantilisme est un signe de décadence morale. Néanmoins, la société urbaine chinoise de cette époque fourmille de grossistes, livreurs, gardiens d'entrepôts, courtiers, vendeurs ambulants, commerçants de détail, colporteurs et beaucoup d'autres professions basées sur le commerce.

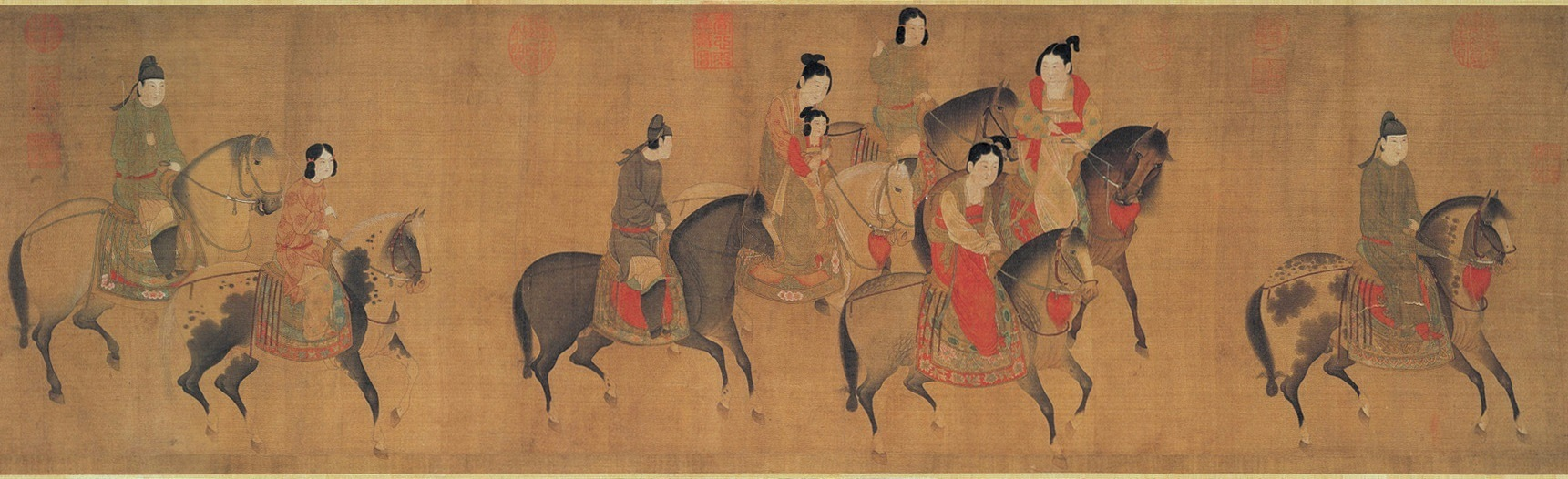
Peinture de femmes de la cour à cheval, par Li Gonglin. L'original de Zhang Xuan date du VIII.

Malgré la suspicion et le dédain des fonctionnaires érudits envers les marchands puissants, ces derniers complotent souvent avec l'élite de la fonction publique. Les fonctionnaires eux-mêmes s'impliquent souvent personnellement dans des affaires mercantiles, brouillant les frontières entre ce qui appartient à la classe des marchands et ce qui n'y appartient pas. Les fermiers ruraux quant à eux se lancent parfois à moindre échelle dans la production de vin, de charbon, de papier, de textiles et d'autres marchandises. En théorie, il est interdit pour un fonctionnaire de prendre part dans des affaires privées lucratives alors qu'il sert et reçoit un salaire de l'État. Afin de ne pas compromettre leur réputation fondée sur le confucianiste moral, ils doivent donc passer par des intermédiaires pour gérer des sociétés, comme le montre, dès 955, un décret qui révèle l'usage d'agents intermédiaires pour conclure des transactions d'affaires privées avec l'étranger. Alors qu'il prend le contrôle de plusieurs industries clés et impose de stricts monopoles d'État, le gouvernement Song lui-même se comporte comme une grande entreprise commerciale dirigée par des fonctionnaires érudits. Il doit également affronter les guildes de marchands et d'artisans, chaque fois qu'il réquisitionne des marchandises ou augmente les taxes,. Pourtant, rejoindre une guilde n'est gage ni d'autonomie, ni d'indépendance. En effet, selon l'historien Jacques Gernet, « les corporations étaient trop nombreuses et trop variées pour pouvoir y avoir une influence ».

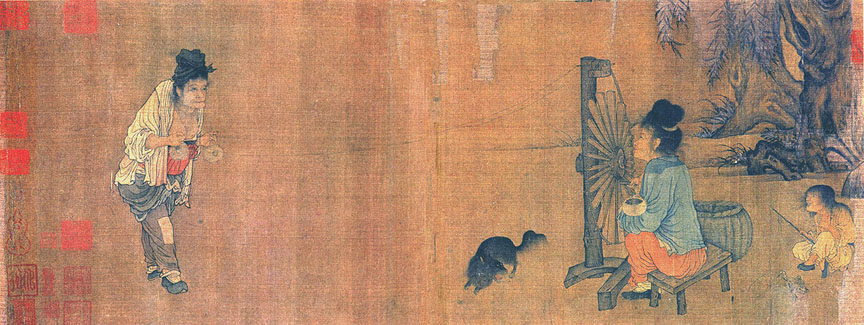
« Le Rouet », par Wang Juzheng (fl. début du XI), période des Song du Nord ; scène avec une vieille paysanne et son chien.

Du point de vue des fonctionnaires érudits, les artisans sont des travailleurs essentiels à la société, juste après les paysans, et sont différents des marchands et vendeurs considérés comme étant des parasites. Les artisans façonnent et fabriquent à la main toutes les marchandises dont la société Song a besoin, comme des roues à aubes de tailles standards et des pompes créées par les charrons experts. Alors que les architectes et les charpentiers ne sont pas vraiment considérés comme des fonctionnaires érudits, certains ingénieurs et auteurs en architecture acquièrent une certaine réputation à la cour impériale et dans la sphère publique, grâce à leurs réalisations. Parmi eux, Li Jie (1065-1110) est un fonctionnaire qui est finalement promu à d'importantes responsabilités dans les agences gouvernementales de construction et d'ingénierie. Son Yingzao Fashi, traité technique sur les codes et procédures de construction, est soutenu par l'empereur Song Huizong (r. 1100-1126) qui l'utilise dans ces agences gouvernementales et le fait imprimer pour le diffuser à tous les artisans du secteur à travers le pays,. Le manuel technique sur l'architecte du début du Xe siècle Yu Hao reçoit par ailleurs un grand nombre d'éloges de la part du fonctionnaire érudit polymathe Shen Kuo dans son Mengxi Bitan de 1088.

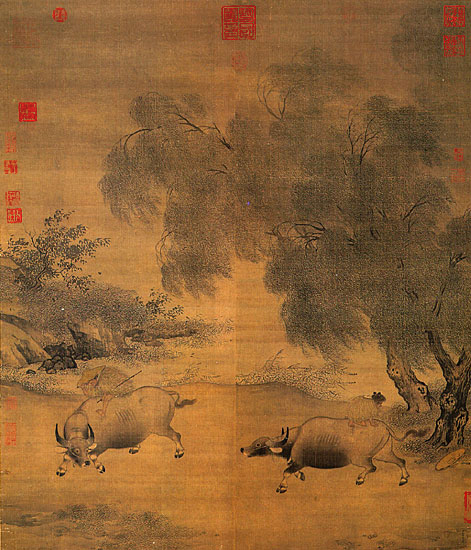
« Bouviers sur le chemin du retour sous le vent et la pluie », par Li Di, XII.

Par le passé, les eunuques ont réussi à amasser beaucoup de pouvoir, quitte à menacer celui de l'empereur. Les fonctionnaires érudits et lettrés confucéens se méfient donc d'eux. Leur implication dans la vie du palais et les fréquentes nominations à de hautes responsabilités militaires leur fournissent toujours un certain prestige. Bien que les officiers militaires qui ont une carrière pleine de succès peuvent acquérir eux aussi un prestige certain, le soldat dans la société Song est la plupart du temps dédaigné par les fonctionnaires érudits et les personnes cultivées. Ceci est parfaitement résumé par le proverbe chinois : « Le bon fer n'est pas utilisé pour faire des clous ; les bons hommes ne sont pas utilisés comme soldats. » Cette attitude a plusieurs explications. Tout d'abord, beaucoup de personnes qui s'enrôlent volontairement comme soldats dans les armées chinoises sont des paysans ruraux endettés, dont la plupart sont des anciens ouvriers du commerce du sel qui ne peuvent plus payer leurs prêts. Toutefois, l'attitude dominante de la noblesse envers les militaires découle largement de la compréhension des précédents dans l'histoire. Les dirigeants militaires (Jiedushi) de la dynastie Tang et des Cinq dynasties et dix royaumes (907-960) ont amassé plus de pouvoir que les fonctionnaires civils et par certains aspects les ont remplacés. Les empereurs Song développent donc les systèmes des examens impériaux et des écoles gouvernementales pour éviter ce type de scénario de domination par les militaires de l'ordre civil.

## Éducation et fonction publique

### Écoles gouvernementales contre académies privées

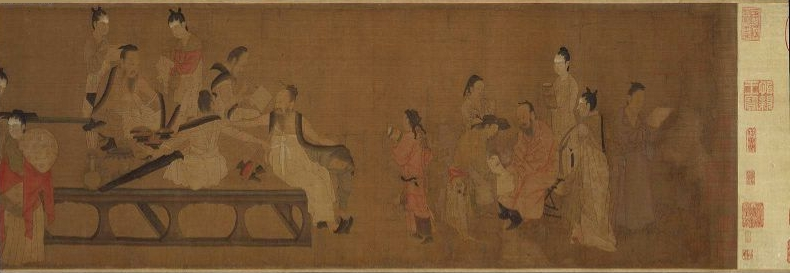
« Chercheurs de la dynastie Qi du Nord recoupant les textes classiques », peinture sur rouleau de soie du XI.

Le premier gouvernement national basé sur le système des écoles publiques en Chine est établi en l'an 3 sous le règne de l'empereur Han Pingdi de la dynastie Han. Durant la dynastie des Song du Nord, le gouvernement les rouvre petit à petit après leur quasi-disparition durant la période des Cinq dynasties. Elles éclipsent rapidement le rôle des académies privées au milieu du XIe siècle,. L'élite de ces écoles est constituée des institutions situées dans la capitale, le Guozijian, le Taixue et d'autres écoles professionnelles. Le principal effort de réforme pour reconstruire les écoles de niveau préfecture et xian est initié par le Premier ministre Fan Zhongyan (989-1052) dans les années 1040. Avant cela, la majeure partie des fonds alloués pour la création d'écoles dans une préfecture ou un xian est laissée aux financements privés et la contribution gouvernementale est minimale. Les réformes de Fan initient donc un financement étatique plus important, au moins pour les écoles de niveau préfectoral. L'expansion la plus importante des structures d'enseignement est lancée par l'empereur Song Huizong, qui utilise les fonds à l'origine destinés pour la réparation des catastrophes et la stabilisation du prix de la nourriture. Les nouveaux fonds ainsi levés servent alors à créer de nouvelles écoles dans les préfectures et les xian et sanctionnent les fonctionnaires qui rechignent à réparer, maintenir et reconstruire ces écoles. L'historien John Chaffe affirme qu'au début du XIIe siècle, le système des écoles publiques couvre 6 100 km2 de terres et peut fournir un logis à plus de 200 000 étudiants dans les dortoirs. Après la destruction systématique des écoles lors des invasions Jurchens, entre les années 1120 et 1140, l'empereur Song Gaozong (r. 1127-1162) émet un édit pour reconstruire des écoles préfectorales en 1142 et des écoles de xian en 1148, même si ces dernières ont déjà largement profité des efforts de reconstruction des fonctionnaires locaux.
Au début du XIIe siècle, les nombreuses critiques sur le système des examens impériaux et des écoles publiques initient un mouvement de renaissance des académies privées. Durant les Song du Sud, elles deviennent une alternative viable aux écoles d'État. Même les institutions semi-privées ou soutenues par l'État sont perçues comme indépendantes de l'influence étatique et leurs enseignants éloignés des problèmes nationaux. Une des premières institutions académiques à s'établir durant la période Song est l'académie Yuelu, fondée en 976 durant le règne de l'empereur Song Taizu (r. 960-976). Le scientifique et politicien chinois Shen Kuo est par ailleurs directeur de l'académie Hanlin, établie durant la dynastie Tang. L'académie néoconfucéenne Donglin, établie en 1111, certifie quant à elle que les autres idéologies comme le bouddhisme n'influencent pas son enseignement purement confucéen. Cette certitude s'appuie sur les écrits de l'essayiste et poète de la dynastie Tang, Han Yu (768-824), qui est certainement un fidèle critique du bouddhisme et de son influence sur les valeurs confucéennes. L'académie Bailudong Shuyuan des Tang du Sud (937-976), qui tombe en désuétude durant la première moitié des Song, est de nouveau ouverte par le philosophe néoconfucéen Zhu Xi (1130-1200).
Zhu Xi est un des nombreux critiques qui prétendent que les écoles publiques n'encouragent pas suffisamment la culture personnelle et façonnent des fonctionnaires qui ne se préoccupent que de leur profit ou de leur salaire. Plus généralement, tous les philosophes sociaux et politiques de la période Song ne blâment pas pour autant le système des examens impériaux comme origine du problème (mais simplement comme méthode de recrutement et de sélection), mais mettent plutôt en avant l'échec de la noblesse à prendre ses responsabilités d'élite culturelle dans la société. Zhu Xi met également l'accent sur les Quatre Livres, une série de classiques confucéens qui seront introduits au programme officiel de l'éducation des étudiants confucéens, alors qu'ils étaient d'abord bannis par leurs contemporains. Après sa mort, son commentaire des Quatre Livres est apprécié des fonctionnaires érudits et, en 1241, ses écrits sont adoptés comme lecture obligatoire pour les candidats aux examens avec le soutien de l'empereur Song Lizong (r. 1224-1264),.

### Examens et familles de l'élite sociale

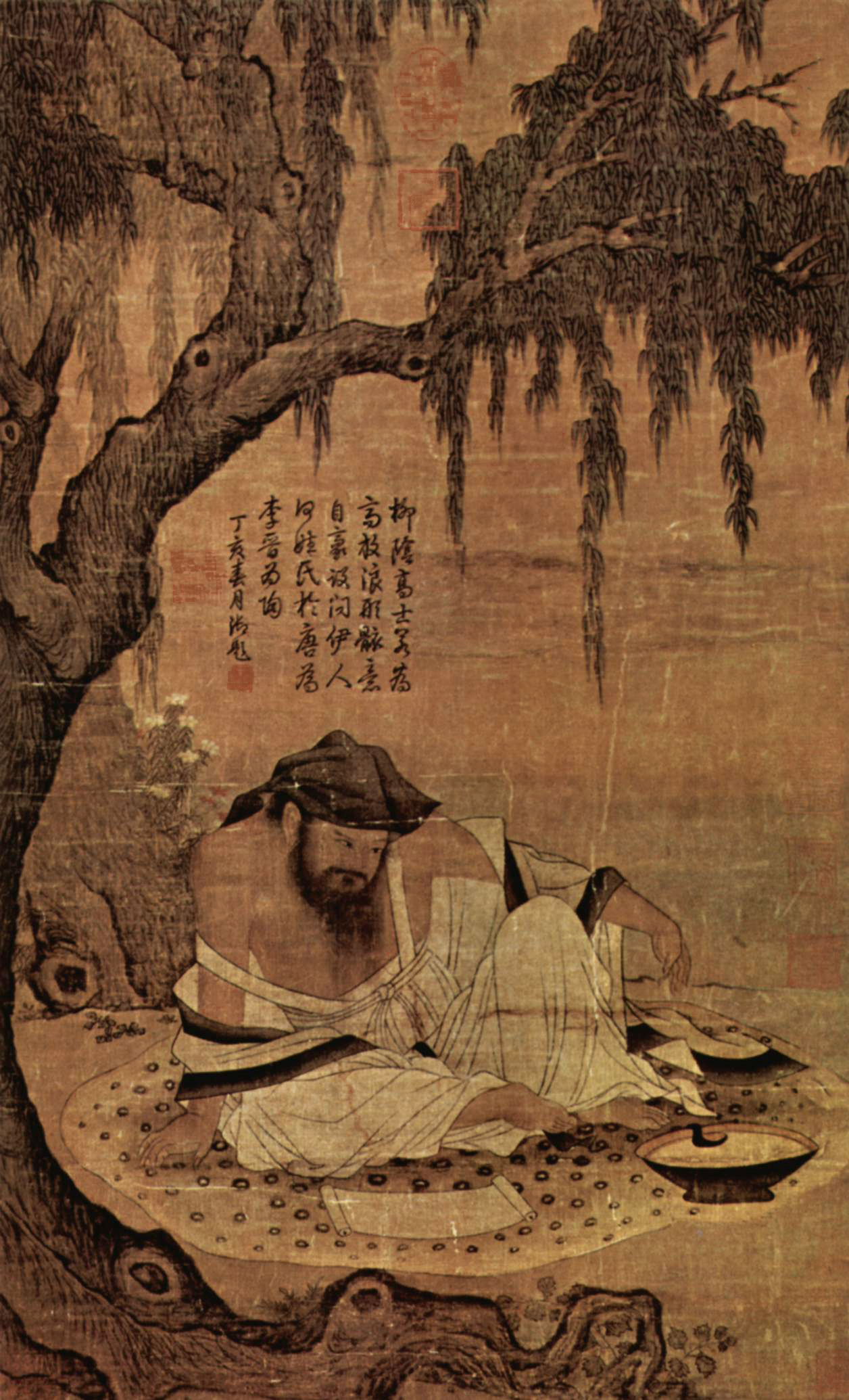
« Érudit dans un pré », peinture chinoise du XI.

Le nombre de candidats à se présenter aux examens impériaux surpasse largement le nombre réel de diplômés (jinshi), qui obtiennent une nomination officielle au cours de la dynastie Song. Cinq fois plus de jinshi sont en effet acceptés durant cette période, par rapport à la précédente sous les Tang. Le nombre de diplômés n'affecte pas pour autant le prestige des examens, qui ont lieu tous les trois ans. Bien au contraire, cela encourage un plus grand nombre de candidats à s'y présenter,. Environ 30 000 hommes participent aux examens préfectoraux au début du XIe siècle. Ce nombre atteint 80 000 vers 1100, puis 400 000 au XIIIe siècle. Dans ces circonstances, les chances pour un candidat de réussir et de devenir diplômé sont de 1 sur 333. Une fois le diplôme obtenu, l'obtention d'un poste n'est toutefois pas immédiate. Le nombre de fonctionnaires érudits durant la période Tang est d'environ 18 000, alors qu'il est de 20 000 sous les Song. Avec l'accroissement de la population chinoise et le nombre stagnant de fonctionnaires dans le gouvernement, les diplômés des examens impériaux qui n'ont pas encore reçu de poste forment donc une base importante de la société. Ils font partie de l'élite locale de leur communauté, alors que les fonctionnaires érudits en poste comptent sur eux pour maintenir l'ordre et remplir un certain nombre de devoirs sous leur juridiction.
Un contexte de compétition intellectuelle existe entre les érudits confucéens aspirants. Les familles riches collectionnent avec empressement des piles de livres pour leurs bibliothèques personnelles, comme des ouvrages sur les classiques confucéens ainsi que les travaux philosophiques, traités mathématiques, documents pharmaceutiques, et sûtras bouddhistes, entre autres. Les améliorations des techniques d'imprimerie du XIe siècle contribuent largement à l'accroissement du nombre de candidats éduqués pour les examens impériaux de la fonction publique,,. Ces développements réduisent également les coûts des livres qui deviennent par conséquent plus accessibles aux personnes ayant des moyens plus faibles,.

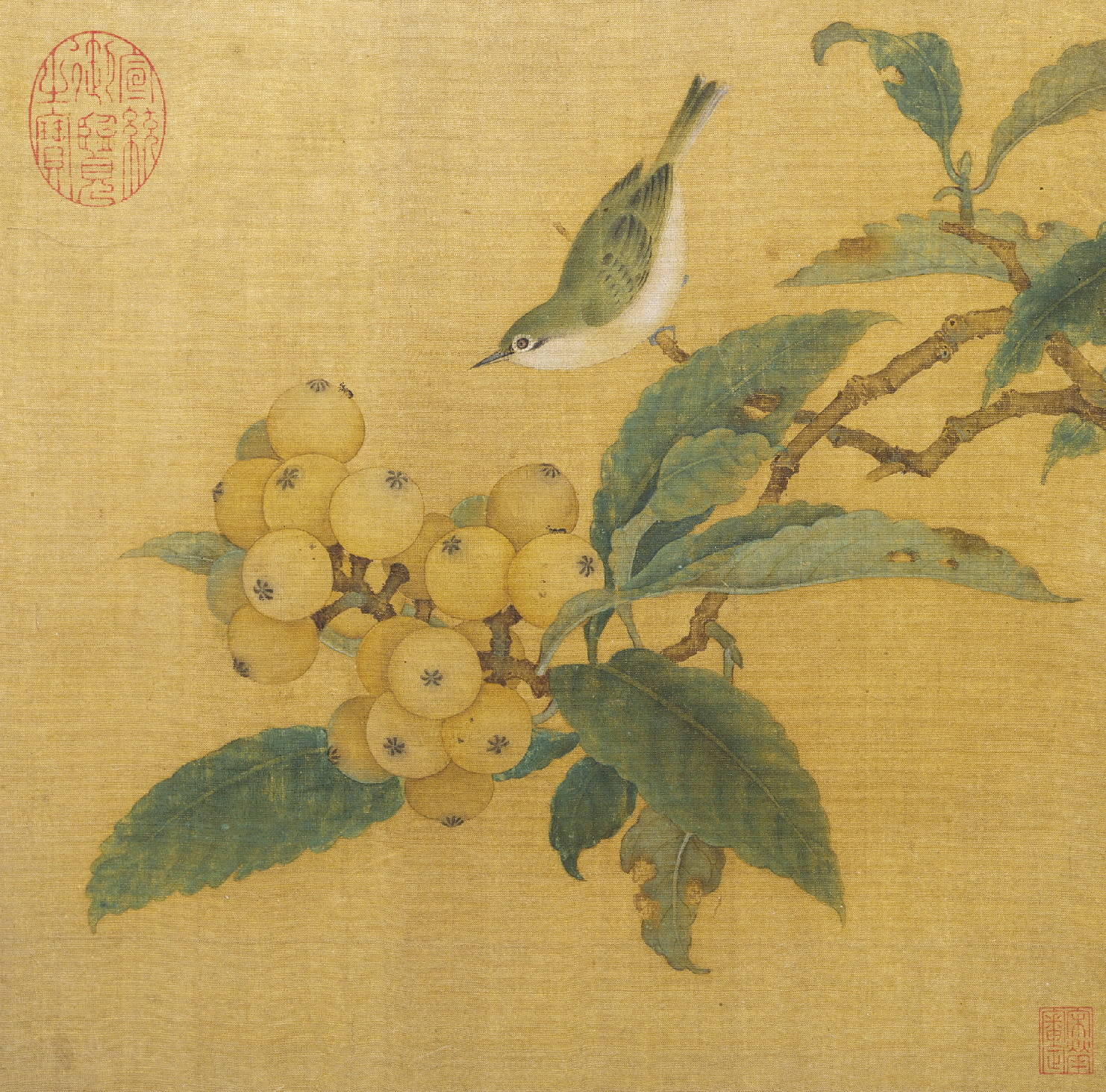
« Bibasse et oiseau des montagnes », par un peintre anonyme des Song du Sud. Les petits albums regroupant ce genre de peintures sont populaires auprès de la noblesse et des fonctionnaires érudits de la période des Song du Sud.

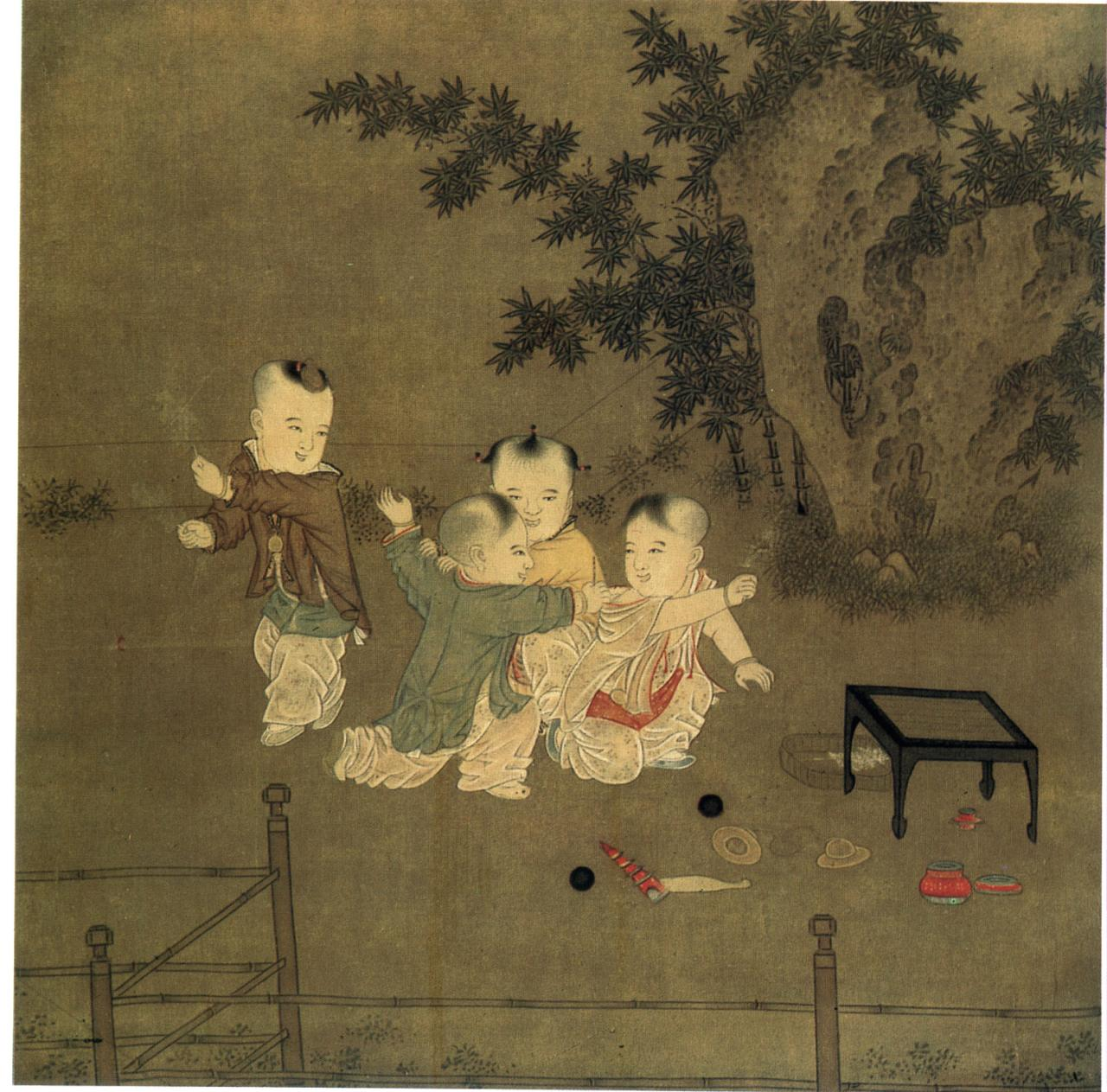
« Enfants du palais jouant », par un artiste anonyme. Les enfants privilégiés des milieux aisés ont non seulement un plus grand accès aux livres que les autres enfants, mais ont également des privilèges (yin) ainsi que des relations de membres de leurs familles qui leur assurent une bonne position et une immersion très jeune dans la bureaucratie.

Les fonctionnaires érudits reçoivent des rangs, honneurs et nominations professionnelles sur la base de leur mérite, un standard qui devient plus codifié et objectif par rapport à la dynastie Tang. L'anonymat des candidats aux examens permet d'éviter les fraudes et favoritismes de la part des correcteurs qui ne traitent que des copies révisées. Une équipe de copistes est en effet chargée de recopier tous les travaux des candidats avant la correction,. Après avoir passé les examens de niveau préfecture, province et palais (le plus prestigieux), les diplômés ne sont toutefois pas assurés de se voir offrir immédiatement un poste. Cependant, plus le diplôme est élevé et plus les chances de réussite dans la future carrière du fonctionnaire sont importantes. Le gouvernement central possède les droits exclusifs de nomination et de destitution des fonctionnaires. La destitution d'un fonctionnaire est toujours examinée avec attention, puisque le gouvernement conserve un dossier, contenant des rapports sur chaque agent et stocké dans la capitale pour une consultation future.
Ebrey affirme que la méritocratie, et un plus grand sens de mobilité sociale, sont également très répandus dans le système des examens impériaux. La liste des diplômés montre qu'environ la moitié seulement de ceux qui les réussissent ont un père, grand-père ou arrière-grand-père qui était lui aussi fonctionnaire. Toutefois, Robert Hartwell et Robert Hymes estiment que cette observation, pour la première fois présenté par Edward Kracke en 1847 puis reprise par Sudō Yoshiyuki et Ho Ping-ti, met en avant le rôle de la famille nucléaire et ne prend en compte que trois générations paternelles. Cette approche ignore cependant la réalité démographique de la Chine à cette période, le nombre important d'hommes dans chaque génération n'ayant aucun fils survivant et le rôle de la famille étendue en particulier,. Les garçons dont le père occupe un poste officiel ont l'avantage de bénéficier d'une éducation et d'une expérience précoces, puisqu'ils sont souvent nommés par leur père à de basses responsabilités. Ce privilège de protection (yin) est étendu aux relations proches, frères aînés, oncles, beaux-pères et parfois même beaux-pères d'un oncle, ce qui l'aide à sécuriser son poste dans le futur,. Le poète Su Shi (1037-1101) écrit un poème intitulé Sur la naissance de mon fils, se moquant de la situation des enfants issus de milieux aisés et des relations politiques ayant le dessus sur les enfants brillants de statut inférieur :
|        | Les familles, quand un enfant est né Veulent qu'il soit intelligent. J'ai, grâce à mon intelligence Anéanti toute ma vie, Le seul espoir que le bébé se révèlera Ignorant et stupide. Il coulera ensuite une vie tranquille En devenant Ministre. |
| Su Shi | |

Robert Hartwell note que durant la dynastie des Song du Nord, il existe deux types d'élites qui dominent la fonction publique : une élite de fondateurs et une élite professionnelle. La première est constituée de gouverneurs militaires du Xe siècle, de leurs associés, employés personnels et bureaucrates qui ont servi dans l'administration des précédentes Cinq Dynasties. La seconde inclut les familles d'élite qui habitent Kaifeng ou les capitales subordonnées, réclament l'appartenance à un prestigieux clan ancestral, se marient avec d'autres familles importantes, possèdent des membres dans les postes parmi les plus importants depuis des générations et dominent le gouvernement Song jusqu'au XIIe siècle. Les familles puissantes de l'élite professionnelle occupent ainsi les 18 postes de Premier ministre du XIe siècle. De 960 à 986, l'élite militaire du Shanxi, Shaanxi et Hebei représente 46 % des postes fiscaux, les personnes originaires des districts de Songzhou 22 % et ceux de Kaifeng et Luoyang 13 %. Dans la même période, les deux élites fournissent 90 % des postes politiques importants. Cependant, après 983, lorsque le Sud est conquis et rattaché à l'empire, une élite semi-héréditaire professionnelle remplace progressivement l'élite de fondateurs. Après 1086, aucune des familles de l'élite des fondateurs ne possède de membres ni dans les postes politiques ni dans les postes fiscaux. Entre 998 et 1085, les cinq familles les plus puissantes de l'élite professionnelle représentent 5 % des familles dont les membres occupent des postes politiques, alors qu'elles occupent 23 % du total des postes. À la fin du XIe siècle, cette élite commence à perdre de son importance dans la fonction publique. Elle est remplacée par une multitude de lignées de nobles locaux dont les enfants ne se consacrent pas tous à une carrière de fonctionnaire. Hartwell affirme que ce changement de pouvoir est le résultat de la stratégie de lignée de l'élite professionnelle qui est mise à mal par la montée des factions politiques partisanes dans la seconde moitié du XIe siècle.

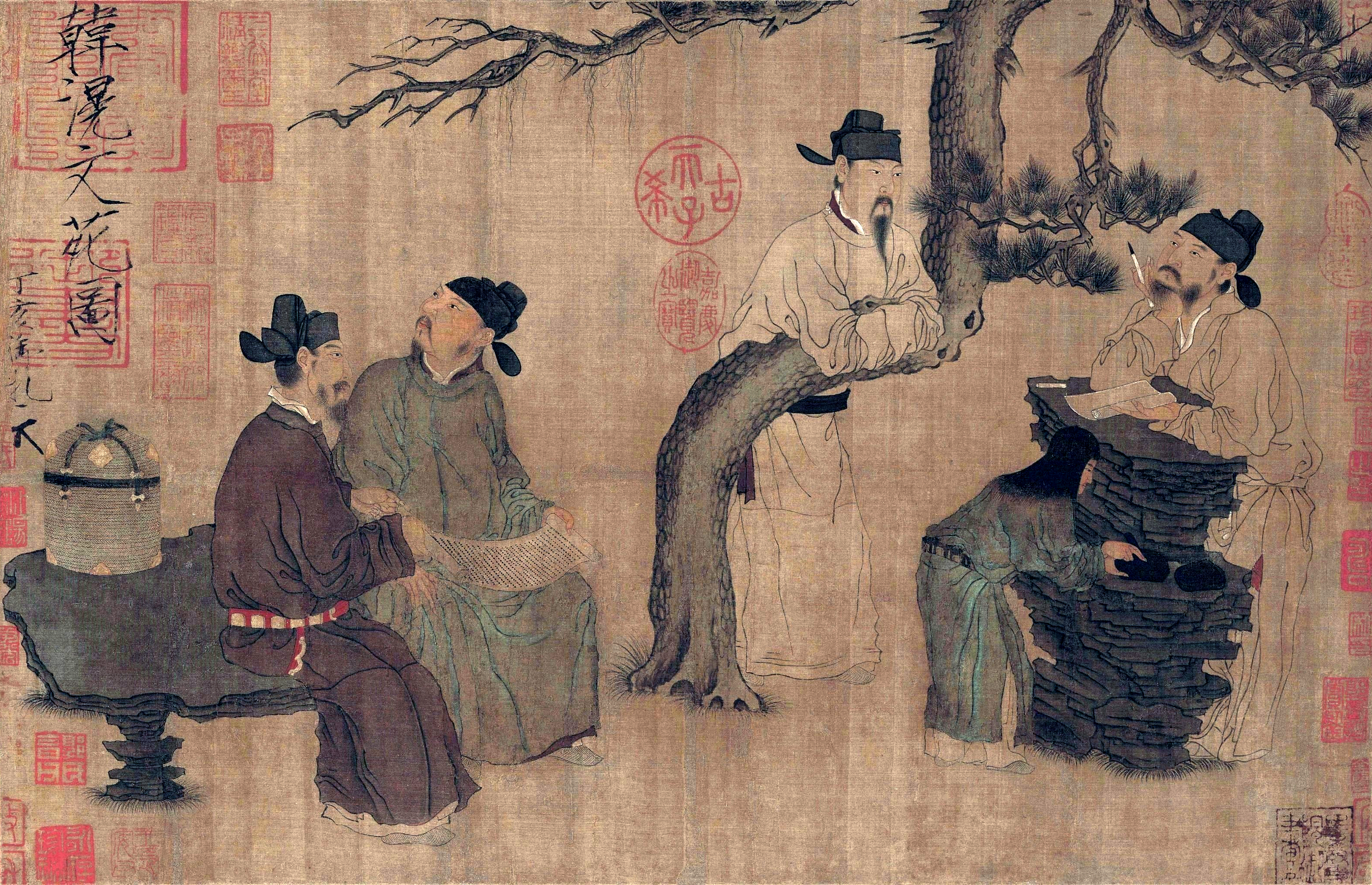
« Un jardin littéraire », par Zhou Wenju, X.

Avant les années 1080, la majorité des fonctionnaires incorporés vient de diverses régions, ce qui facilite les échanges inter-régionaux. Hartwell écrit que, durant les Song du Sud, le changement de pouvoir de l'administration centrale vers l'administration locale, la mise en vigueur de quotas préfectoraux en amont des examens et l'incertitude de réussite d'une carrière politique dans une capitale sous faction poussent les candidats à choisir des postes qui leur permettent de rester dans certaines régions. Hymes démontre comment ceci est lié au déclin des alliances de mariage qui ont perpétué l'élite professionnelle durant les Song du Nord. En effet, la noblesse des Song du Sud préfère les mariages à dimension locale. Par ailleurs, il faut attendre le règne de l'empereur Song Huizong (r. 1068-1085) pour que la Chine du Sud, très peuplée, commence à fournir des fonctionnaires pour les postes politiques, qui sont distribués ensuite en proportion de la population totale de la Chine. Entre 1125 et 1205, environ 80 % de tous ceux qui sont en fonction dans l'un des six ministères du gouvernement central ont passé la majeure partie de leur carrière officielle de bas grade dans les provinces actuelles de Anhui, Jiangsu, Zhejiang et Fujian. Presque tous ces fonctionnaires sont nés et ont grandi dans les régions du Sud de la Chine.

## Gouvernement et politique

### Divisions administratives

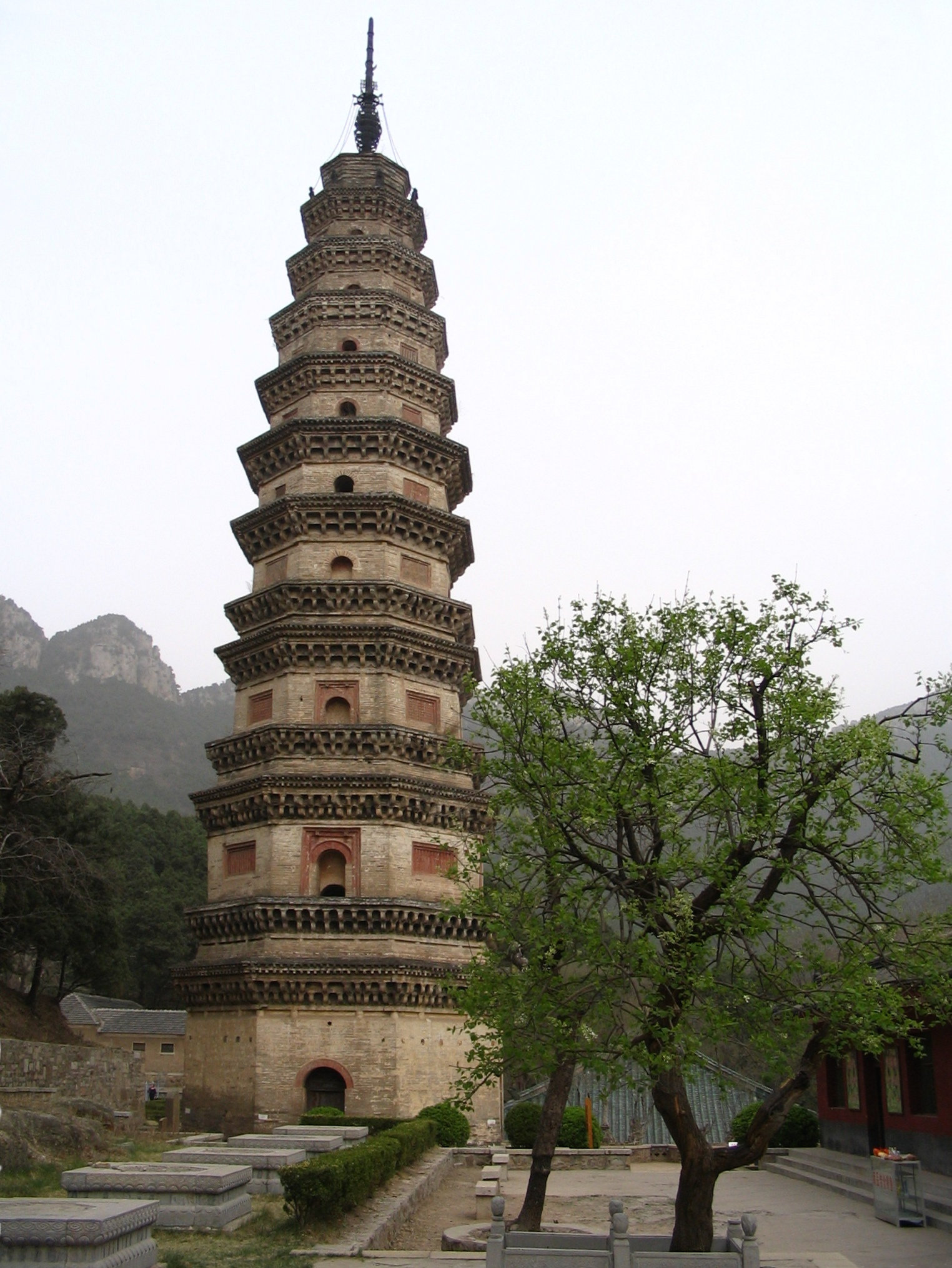
La pagode Pizhi au temple Lingyan, Shandong, construite en 1063. À la suite de l'effondrement d'une pagode dans le xian de Yihuang à Fuzhou en 1210, la population locale pense que cette catastrophe est liée au récent échec de ses candidats aux examens impériaux ; elle est donc reconstruite selon les principes géomantiques en 1223 dans l'espoir de renverser la tendance de la malédiction cosmique.

La plus grande division administrative dans l'empire Song est connue sous le nom de « circuit » (lu). Chaque circuit est divisé en plusieurs préfectures (zhou) qui sont elles-mêmes constituées de comtés (xian). La Chine compte ainsi environ 1230 xian durant la période Song,. Le préfet représente au début de la période des Song du Nord la plus haute autorité locale : il est chargé de la collecte des impôts et dirige plusieurs magistrats sous sa juridiction qui traitent les litiges civils et maintiennent l'ordre. À la fin des Song du Nord, la juridiction des préfets compte de plus en plus de xian. Ils voient donc leur importance diminuer puisqu'ils ont plus de difficultés à diriger les différents xian. Ce phénomène s'inscrit dans une tendance globale entre les dynasties Tang et Ming qui consiste en un déclin graduel de l'importance des subdivisions administratives intermédiaires au profit du gouvernement central et des administrations régionales. Sous les Song du Sud, quatre systèmes de commandement semi-autonomes sont établis sur la base d'unités territoriales et militaires. Cela influence le modèle de secrétariats détachés qui se transforme en administrations provinciales durant les dynasties Yuan, Ming et Qing. Ainsi, le contrôle du gouvernement central à travers l'empire devient de plus en plus cantonné aux circuits situés à proximité de la capitale Hangzhou, alors que ceux plus éloignés jouissent d'une plus grande autonomie.

### Carrières officielles
Avant la tumultueuse révolte d'An Lushan (755-763), les six ministères du gouvernement ont une hiérarchie bien établie dans laquelle les fonctionnaires Tang progressent. Ces derniers commencent donc à travailler dans le ministère le moins élevé dans la hiérarchie et changent de ministère en fonction des promotions. Un nouveau système apparaît par la suite : les fonctionnaires se spécialisent dans un ministère à l'intérieur duquel ils mènent toute leur carrière. Les Commissions du Sel et du Fer, des Fonds et du Recensement, qui sont créées pour faire face à la crise financière après l'insurrection d'An Lushan, sont à la base de ce changement de parcours de carrière qui distingue désormais les hiérarchies d'un point de vue fonctionnel. La diversité des carrières et l'expertise des fonctionnaires des Song du Nord expliquent qu'ils obtiennent des nominations spécifiques dans un seul ministère : Personnel, Revenus, Rites, Guerre, Justice ou Travail. Avec le développement de la population chinoise et des économies locales, le gouvernement central devient plus complexe et il ne peut plus conduire les différentes parties de l'empire de façon efficiente. Par conséquent, en 1082, la réorganisation de la bureaucratie centrale met au rebut la hiérarchisation des commissions en faveur du modèle des Tang, qui consiste à hiérarchiser les ministères selon différents niveaux de prestige.

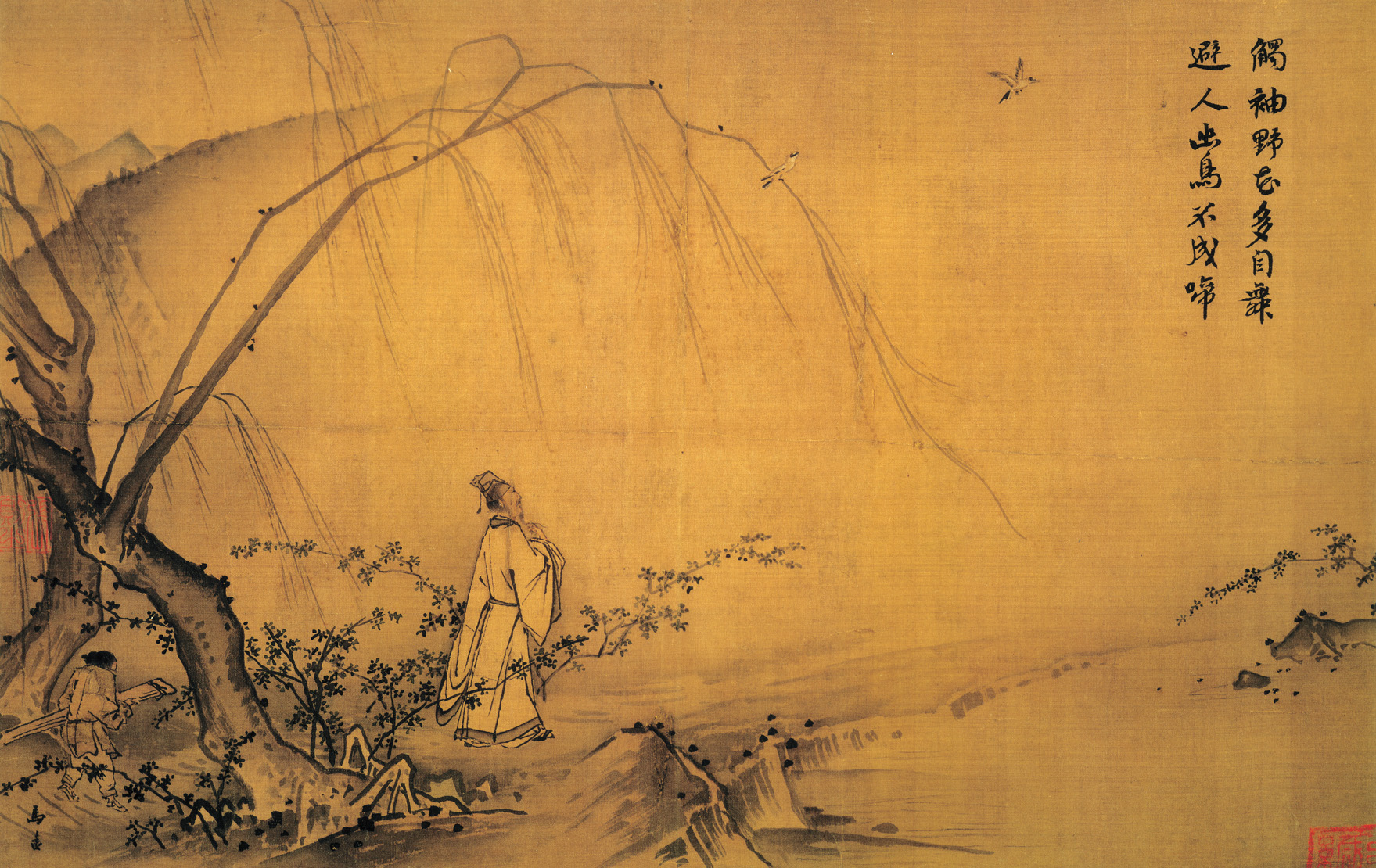
Marcher sur un chemin de montagne au printemps, Ma Yuan (actif: 1190- ap.1225). Feuille d'album. Encre et couleurs légères sur soie, 27 × 43 cm. Musée national du palais Taipei

En observant les nombreuses biographies et inscriptions funéraires, Hymes remarque que les fonctionnaires des Song du Nord ont pour principale préoccupation les intérêts nationaux, puisqu'ils n'interviennent pas dans les affaires locales ou centrales pour le bénéfice de leurs propres préfectures ou xian. Cette tendance s'inverse sous les Song du Sud. La majorité des fonctionnaires du gouvernement central est à cette époque originaire des provinces du Anhui, Jiangsu, Zhejiang et Fujian. Hartwell et Hymes remarquent donc qu'un grand nombre d'intérêts locaux transparaissent alors dans les politiques du gouvernement central,.
Sur le terrain, les fonctionnaires de bas niveau dans les xian et les préfectures sont chargés des devoirs nécessaires de l'administration, telles que la collecte des taxes, la supervision des affaires criminelles, la mise en place de moyens de lutte contre la famine et les catastrophes naturelles et parfois la supervision des affaires du marché et des travaux publics. L'incroyable croissance démographique en Chine surpasse largement le nombre de fonctionnaires acceptés par les examens impériaux. Les nobles éduqués sont donc nommés à des postes officiels pour superviser les affaires des communautés rurales. D'un autre côté, c'est la haute noblesse des hauts fonctionnaires de la capitale, dont la plupart a réussi les examens de niveau palais, qui est réellement en mesure d'influencer et de réformer la société.

### Partialité et réforme politique

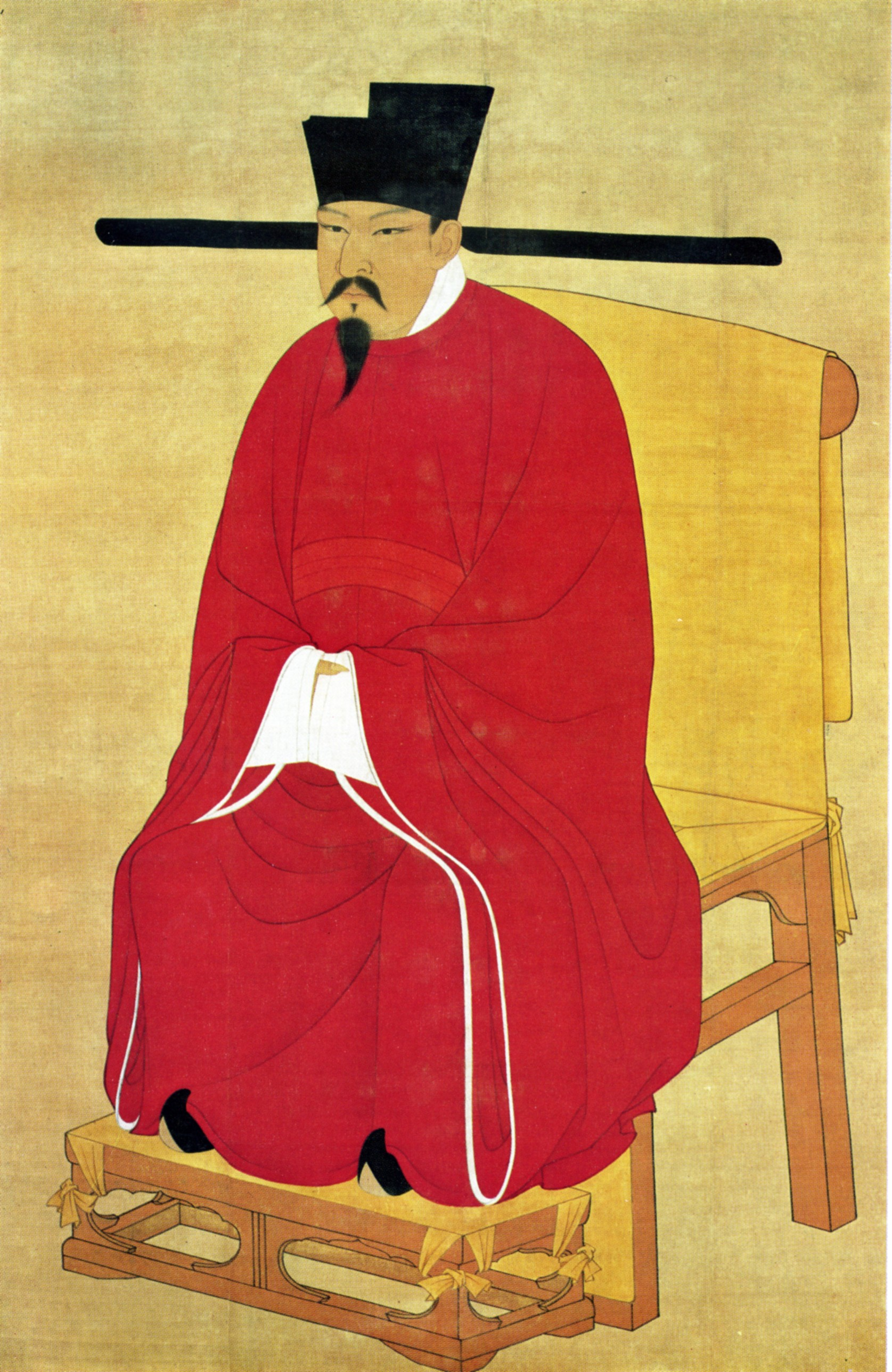
Portrait de l'empereur Song Shenzong, allié politique de Wang Anshi et qui approuve les réformes économiques, militaires, pédagogiques et sociales de ce dernier.

La vie politique durant la dynastie Song est largement marquée par les luttes partisanes et les conflits entre les différentes factions des ministres d'État. Les carrières des fonctionnaires de niveau moyen et faible sont très sûres. En montant dans les échelons de l'administration centrale, les revers de fortune sont à craindre, comme l'indique le sinologue Jacques Gernet. Pour contrer ce phénomène, le Premier ministre Fan Zhongyan (989-1052) mène une série de réformes entre 1043 et 1045 qui reçoit en retour de vives critiques de la part des membres conservateurs de la cour. Fan souhaite éradiquer la corruption en octroyant des salaires plus élevés pour les fonctionnaires de faible rang, afin de les persuader de ne pas abandonner leur éthique professionnelle, et de ne pas accepter de pot-de-vin. Il établit également un programme de promotion qui assure que les fonctionnaires évoluent en fonction de leur mérite, compétences administratives et personnalité, et non sur leur étiquette et appartenance culturelle. Toutefois, les conservateurs de la cour ne souhaitent pas que leurs plans de carrière et leurs positions confortables soient mis en péril par les nouvelles lois. Ils s'allient donc pour tenter de stopper les réformes.
Dans la lignée de Fan, le Premier ministre Wang Anshi (1021-1086) initie à son tour une série de réformes en 1069, dès son accession au pouvoir. Wang promulgue une application de la loi fondée sur la communauté et un service civil connu sous le nom de « système Baojia ». Il tente de diminuer l'importance des propriétaires terriens et des riches familles en faveur de groupes sociaux de responsabilité mutuelle qui partagent des valeurs similaires et qui peuvent facilement être contrôlés par le gouvernement. Alors que les fonctionnaires érudits doivent leur prestige à leurs diplômes, Wang souhaite structurer toute la société comme un ensemble loyal envers le gouvernement central. Pour cela, il utilise plusieurs moyens, dont l'interdiction pour les propriétaires terriens de proposer des prêts à leurs locataires, ce rôle étant dorénavant rempli par le gouvernement. Wang met également en place des milices locales qui aident l'armée permanente et allègent le budget étatique dans les dépenses militaires. Il émet des emprunts à taux faible pour les fermiers ruraux, qu'il considère comme représentant la colonne vertébrale de l'économie Song. Alors que les taxes foncières exigées pour les fermiers remplissent les coffres du trésor public, Wang lance une réforme pour modifier le système cadastral de façon à recueillir des évaluations sur les situations de chacun les plus précises possibles. Le Premier ministre supprime également la poésie du programme des examens impériaux, au motif que des étudiants confucéens pourtant qualifiés et compétents se sont vus refuser l'entrée dans l'administration à cause de leurs piètres connaissances dans cette discipline. Wang établit des monopoles d'État dans la production de thé, de sel et de vin. Toutes ces mesures sont vivement critiquées de la part des ministres conservateurs, pour qui ces réformes affectent la richesse des grandes familles, qui fournissent la base des candidats aux examens impériaux, administrateurs, marchands, propriétaires terriens entre autres membres essentiels de la société. L'historien Paul Smith écrit que les réformes de Wang, appelées la « nouvelle politique », représentent la dernière tentative de l'élite bureaucratique professionnelle pour amener l'économie prospère sous le contrôle de l'État, afin de remédier au manque de ressources dû aux combats au nord contre les Liao et les Xia occidentaux.

Le Premier ministre Wang Anshi (1021-1086).

Winston Lo affirme que le comportement obstiné de Wang et son incapacité à envisager la révision ou l'annulation de ses réformes ont pour origine sa conviction d'être un sage. Les érudits confucéens de cette époque pensent que la voie (tao) incarnée dans les Cinq Classiques est connue par les anciens sages et est transmise de génération en génération par télépathie. Mais, après Mencius (-372 à -289), plus personne n'est digne d'accepter le transfert du tao. Certaines personnes pensent que le tao dormant peut être réveillé par un véritable sage. Lo écrit à propos des néoconfucianistes de la période Song que « c'est cette image de soi qui explique leur position militante en matière d'éthique et de l'érudition classique ». Wang se fixe comme objectif existentiel le rétablissement du tao, suivant les exemples classiques de Yi Zhi et du duc de Zhou et en s'opposant aux souhaits des hommes égoïstes ou insensés, qui ignorent les critiques et l'opinion publique. Comme les certitudes quant à sa sagesse et l'irréprochabilité de ses réformes ne sont pas suffisantes, Wang cherche également des alliés potentiels et forme une coalition qui prend le nom de « Groupe de la nouvelle politique », menant ses rivaux politiques à s'allier en réponse contre le Premier ministre. Pourtant, les luttes de pouvoir entre les factions ne sont pas seulement ardues sur le plan idéologique. Des cliques se forment naturellement avec les alliances changeantes de l'élite professionnelle, afin d'obtenir le plus grand nombre de postes disponibles au bénéfice de relations plus ou moins proches. Les personnes telles que Su Shi s'opposent également à la faction de Wang sur le terrain pratique. Ainsi, un poème critique de Su fait ouvertement allusion au monopole imposé par Wang sur le sel qui entraverait, selon le poète, la distribution efficace du sel.
Wang démissionne en 1076 et sa faction privée de sa tête doit faire face à l'incertitude après la mort en 1085 de l'empereur qui la supporte. La faction politique menée par l'historien et fonctionnaire Sima Guang (1019-1086) prend alors le contrôle du gouvernement central, en nouant une alliance avec l'impératrice douairière qui occupe le poste de régente sur le jeune empereur Song Zhezong (1085-1100). Le gouvernement fait marche arrière concernant la « nouvelle politique » de Wang, annulant même les réformes populaires comme le remplacement des travaux forcés par des amendes. Lorsque l'empereur Song Zhezong arrive en âge de prendre les rênes du pouvoir à la place de sa grand-mère, il tranche cependant en faveur des réformes de Wang et les instaure à nouveau en 1093,. Le parti des réformistes revient pourtant en position favorable durant le règne de l'empereur Song Huizong (r. 1100-1125), alors que les conservateurs sont persécutés, notamment par le Premier ministre Cai Jing (1047-1126). Lorsque l'une des factions politiques prend l'avantage sur l'autre, les ministres du camp opposé sont considérés comme des « obstructionnistes » et sont envoyés loin de la capitale pour gouverner des territoires frontaliers de l'empire. Cette forme d'exil politique n'est pas uniquement préjudiciable pour la carrière politique. Ces exils ont également des conséquences physiques. Ainsi, la malaria est une maladie souvent mortelle pour les exilés dans les régions les plus méridionales.

## Famille

### Droit, lois et coutumes familiales

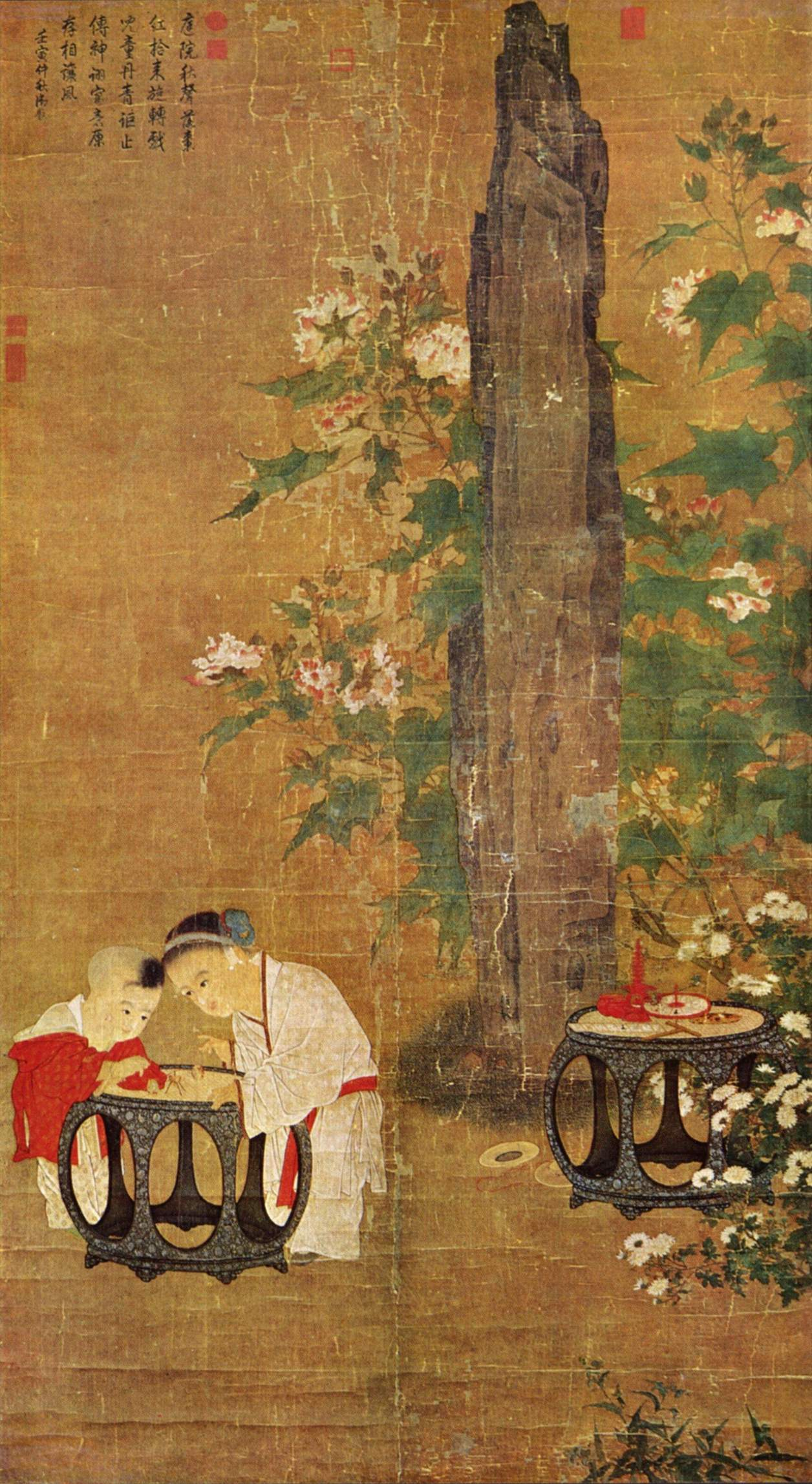
« Enfants jouant », par Su Hanchen, 1150.

La philosophie chinoise de Confucius (551-479 av. J.-C.) et la hiérarchie sociale sont deux concepts profondément ancrés dans la culture chinoise depuis le règne de l'empereur Han Wudi (r. 141-87 av. J.-C.). Pendant la dynastie Song, toute la société chinoise est théoriquement modelée par cet ordre social familial. Le dogme confucéen dicte ce qui est un comportement moral approprié et comment un supérieur doit distribuer récompenses et punitions à un membre d'ordre inférieur dans la société ou la famille. Ces règles sont déjà illustrées dans la loi de la dynastie Tang, qui est largement reprise par la dynastie Song.
Selon la loi Tang compilée au VIIe siècle, les peines les plus sévères sont généralement réservées aux personnes désobéissantes ou irrespectueuses envers les anciens ou leurs supérieurs hiérarchiques. Ceux qui agressent leurs parents peuvent être condamnés à la peine capitale, ceux qui agressent un frère aîné aux travaux forcés et enfin ceux qui agressent un cousin aîné peuvent recevoir une bastonnade. Un personnel de maison qui tue son maître risque la peine capitale, alors qu'un maître tuant son serviteur peut être arrêté et contraint à un an de travaux forcés pour l'État. Ce respect pour les aînés et les supérieurs s'appuie sur des discours confucéens séculaires. Les croyances chinoises du culte des ancêtres transforment les parents disparus en personnes d'un autre monde. La société Song est également construite sur des relations sociales gouvernées non pas par des principes abstraits, mais par la protection gagnée par le dévouement personnel envers un supérieur.
La perpétuation du culte religieux de la famille avec de nombreux descendants est couplée avec l'idée que plus une famille possède d'enfants, plus elle est protégée et puissante au sein de la communauté. Avec plus d'enfants, une famille a de meilleures chances d'étendre sa puissance par l'alliance de mariage avec d'autres grandes familles, ainsi que de meilleures chances d'avoir un enfant qui occupe un poste administratif prestigieux au sein du gouvernement. Hymes note que « les familles de l'élite utilisaient des critères tels que la capacité en tant que fonctionnaire ou la richesse, les perspectives professionnelles, l'importance de l'ascendance, la notoriété scientifique et la réputation locale dans le choix de beaux-fils et de belles-filles ». Depuis que la promotion dans la fonction publique est liée au résultat des examens impériaux et à la recommandation par un supérieur, une famille qui possède un certain nombre de beaux-fils à des niveaux élevés dans la bureaucratie s'assure une protection et des choix de carrières prestigieux pour ses membres. Les personnes issues de familles notables sont traitées avec dignité et une importante influence familiale est synonyme de meilleures chances de protection de leur fortune individuelle. Nul n'est mieux préparé pour affronter la société que celui qui sait gagner la protection des membres de sa famille élargie, puisqu'il est courant pour les familles de la classe supérieure de regrouper plusieurs générations vivant sous le même toit. Toutefois, il n'est pas obligatoire de partager des liens de sang avec les autres pour nouer davantage de lien dans sa communauté. Ceci peut être fait en acceptant les nombreuses requêtes de frère de sang au cours d'une cérémonie qui assure des obligations et une loyauté mutuelles.

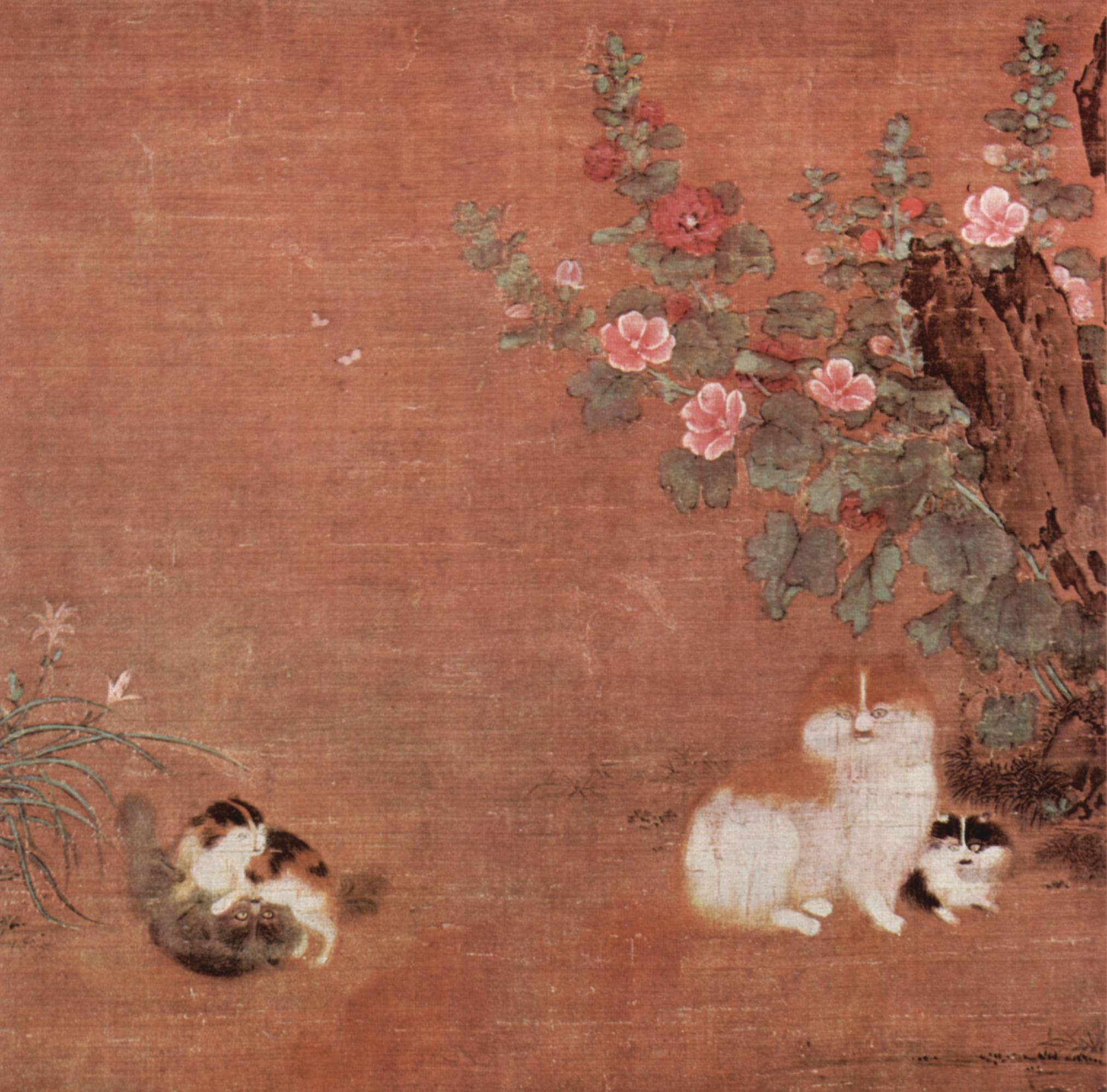
« Chats dans le jardin », par Mao Yi, XII. Durant la dynastie Song, on trouve comme animaux de compagnie des chiens de garde à la queue écourtée, des chats à poil long pour chasser les rats, des chats à fourrure jaune et blanche appelés « chats-lions » (considérés simplement pour leur beauté), des aigles et des faucons, et parfois même des grillons en cage,,. Les chats peuvent être choyés avec les articles achetés sur le marché tels que des litières et sont souvent nourris de poissons qui sont vendus sur le marché spécifiquement pour les chats,.

Dans la société Song, régie en grande partie par les codes légaux Tang, l'acte de primogéniture n'est pas pratiqué dans les affaires d'héritage et est en réalité totalement illégal. Lorsque le chef de la famille décède, ses biens sont répartis équitablement entre les descendants. Cette loi a été promulguée durant la dynastie Tang afin de contrer les puissants clans aristocratiques du Nord-Ouest de la Chine et pour prévenir le soulèvement d'une société dominée par la noblesse foncière. Si une famille de fonctionnaires ne parvient pas à fournir des fonctionnaires sur plusieurs générations, l'espoir de conserver dans le futur sa richesse et son influence devient incertain. De ce fait, les problèmes légaux sur les héritages familiaux ont des effets profonds sur le reste de la société.
Lorsqu'un membre d'une famille décède, les membres de cette famille manifestent de façon différente leur désarroi et leur piété, selon la coutume et le lien de parenté qui le lie avec le défunt. Durant la période de deuil, les rites passent par le port de vêtements peu voyants ou au contraire colorés, mais aussi par des rites funéraires consistant à nettoyer et habiller le défunt pour le laver de ses impuretés. Il s'agit là d'étapes importantes pour le respect de l'ancêtre idolâtré, élevant d'ailleurs le prestige de la famille. Les funérailles coûtent généralement très cher. Un géomancien doit être consulté pour déterminer le lieu le plus approprié pour la sépulture. Des traiteurs sont engagés pour fournir un banquet funèbre. Enfin, les cérémonies requièrent un cercueil et des images en papier de chevaux, chariots et servants qui sont brûlés pour accompagner le défunt dans sa prochaine vie. En raison du coût élevé des enterrements, beaucoup de familles optent pour la crémation, qui reste moins onéreuse. Cette pratique est toutefois mal vue par les fonctionnaires confucéens à cause de leurs croyances pour le culte des ancêtres. Ils font donc interdire l'incinération en 963 et 972. Malgré cela, la crémation persiste dans les classes moyennes et pauvres. Au XIIe siècle, pour contrer ce phénomène, le gouvernement instaure des cimetières publics dans lesquels les familles peuvent enterrer leurs morts sur la propriété de l'État.

### Héritage et style de vie des femmes

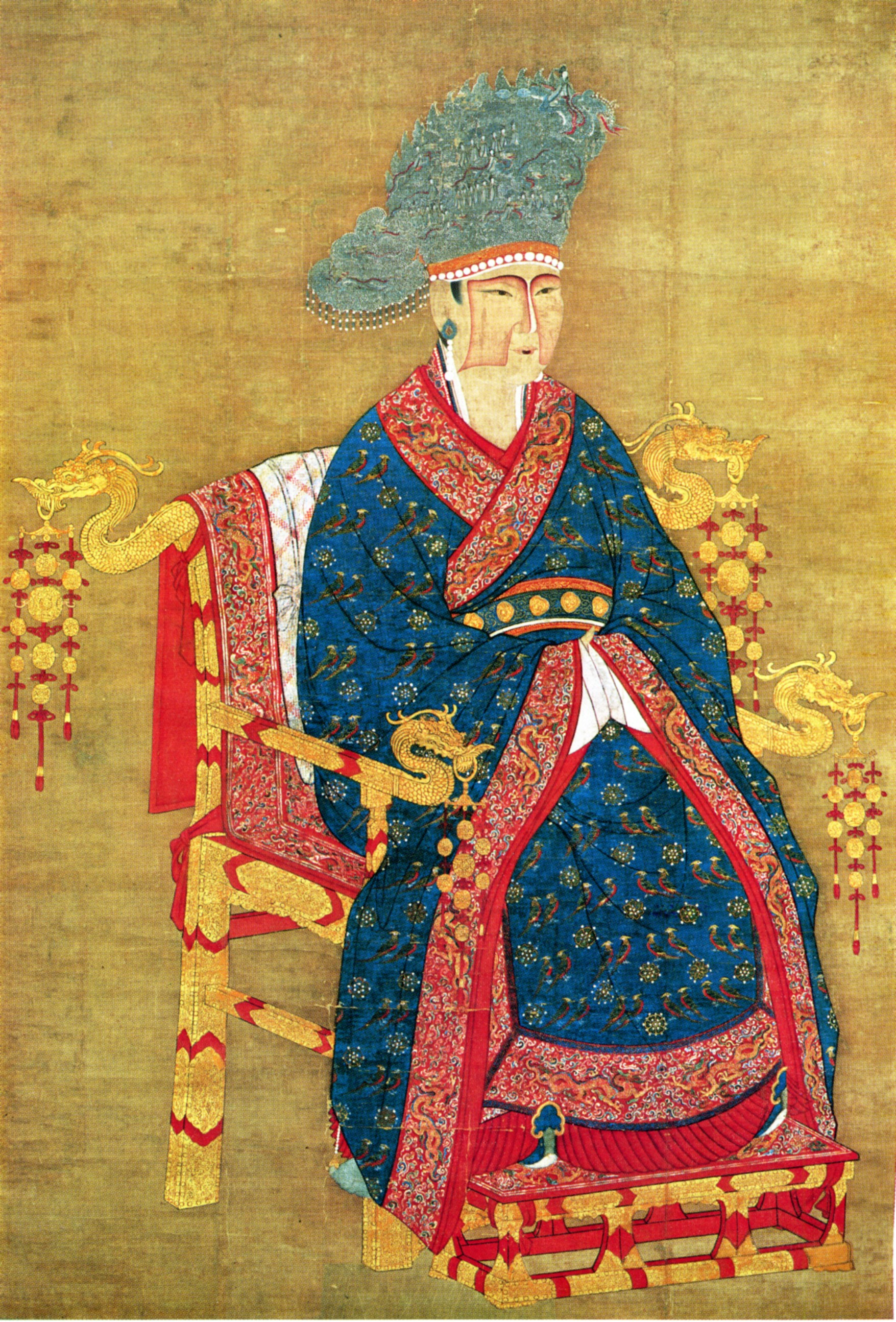
Portrait officiel de l'impératrice et femme de l'empereur Song Zhezong.

Les historiens remarquent que les femmes durant la dynastie Tang sont hardie, sûres d'elles-mêmes, actives et relativement plus libérées socialement que les femmes de la dynastie Song. Selon l'historien Gernet, sous le règne des Song, elles sont en général plus cultivées et plus enclines à s'exprimer intimement à travers la poésie, mais sont en revanche plus réservées, respectueuses, minces, petites et menues,. L'apparition de la mode des pieds bandés durant les Song du Sud renforce certainement cette vision. Toutefois, un grand nombre de documents révèlent une réalité bien plus riche et complexe sur la vie de famille et des femmes. À travers les romans et registres légaux entre autres documents, différentes sources montrent que les femmes Song ont une grande influence dans les prises des décisions familiales et sont familières avec l'économie du ménage,. Les hommes dominent la sphère publique, pendant que les femmes influentes passent leur temps à la maison à jouir de loisirs et à gérer le foyer. Toutefois, les femmes des classes moyennes et basses ont une influence qui se borne uniquement à la sphère domestique,. Par ailleurs, il est commun de rencontrer des femmes tenancières d'auberges de ville ou de restaurants, des filles de fermiers tisser des tapis et les vendre, des sages-femmes faire des accouchements, des nones bouddhistes étudier les textes religieux et les sûtras ou encore des femmes surveiller de près leurs propres intérêts financiers,. Dans ce dernier cas, les registres légaux décrivent des cas de veuves sans enfants accusant leurs neveux de voler leurs biens. Il est également plusieurs fois fait mention de femmes s'appuyant sur leurs dots pour aider les sœurs de leur mari à se marier à d'autres familles influentes.
La prospérité économique de la période Song incite beaucoup de familles à assurer à leurs filles d'importantes dots afin d'attirer les beaux-fils les plus riches et pour leur donner une sécurité économique. En cédant une partie de leurs biens à la dot des filles, leurs familles cherchent naturellement des bénéfices en contrepartie. De ce fait, les droits des femmes dans la propriété augmentent. Filles et fils deviennent ainsi égaux dans les questions d'héritages. Selon les lois Song, si un homme sans héritiers ne désigne pas clairement de successeur, sa veuve possède le droit de désigner son propre héritier dans une procédure appelée liji (« adopter un héritier »). Si un héritier est désigné par des parents du défunt, celui-ci ne possède pas les mêmes droits qu'un fils biologique qui hérite naturellement. Il doit en effet partager la propriété avec les filles du défunt, s'il y en a encore.
Le divorce par consentement mutuel entre mari et épouse est permis, alors que le remariage après un veuvage est fréquent durant la période Song. En revanche, les veufs des dynasties postérieures à la dynastie Song ne se remarient que rarement, suivant les pensées du philosophe confucéen Cheng Yi (1033-1107), qui prétend qu'il est préférable à un veuf de mourir plutôt que de perdre sa vertu en se remariant. Le remariage après la perte d'une première épouse ne redevient courant qu'à partir de la dynastie Qing (1644-1912).

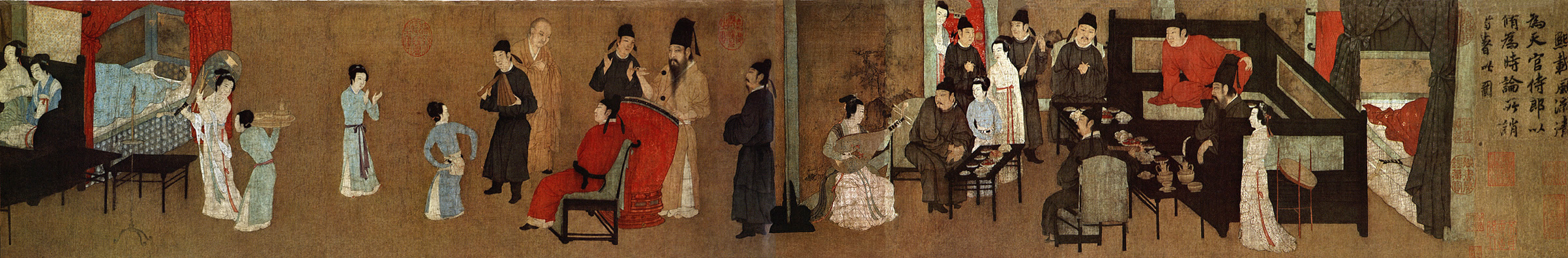
Section de la version du XII des « festivités nocturnes de Han Xizai », dont l'original est l'œuvre de Gu Hongzhong. Des femmes semblent danser et l'une d'elles joue du pipa pour divertir les invités.

Malgré des avancées dans les libertés sociales et les droits légaux, les femmes sont encore supposées s'occuper des tâches domestiques. Avec l'éducation des enfants, les femmes sont responsables du filage, de la confection de vêtements, de la couture et de la cuisine. Celles qui appartiennent aux familles de vendeurs de soie ont encore plus de tâches domestiques en charge, puisqu'elles doivent dorloter les vers à soie, les nourrir et les maintenir au chaud pour s'assurer qu'ils tissent leurs cocons dans de bonnes conditions. Dans la hiérarchie familiale, la femme dominante du foyer est la belle-mère qui est libre de distribuer ordres et privilèges aux femmes de ses fils. Les mères ont souvent des liens forts avec leurs progénitures, tant que ces derniers vivent à la maison. Si une belle-mère n'arrive pas à obtenir suffisamment d'aide de la part de sa belle-fille, elle peut cependant faire appel à des domestiques. Il existe également beaucoup de courtisanes professionnelles et de concubines qui occupent les hommes en matière de divertissement, relations et liaisons romantiques. Toutefois, il est courant que les épouses officielles soient jalouses envers les concubines que leurs maris fortunés peuvent ramener à la maison. Par ailleurs, l'idéal de la jeune femme chaste, modeste et pieuse est sérieusement remis en cause dans les villes comme Hangzhou et Suzhou, où les femmes sont parfois cupides et frivoles. Selon Gernet, les maris de ces femmes ne parviennent pas à les satisfaire, ce qui les pousse à prendre parfois jusqu'à cinq « maris complémentaires ». Si les femmes habitent à proximité de monastères, même les moines bouddhistes peuvent devenir des amants de ces femmes insatisfaites.

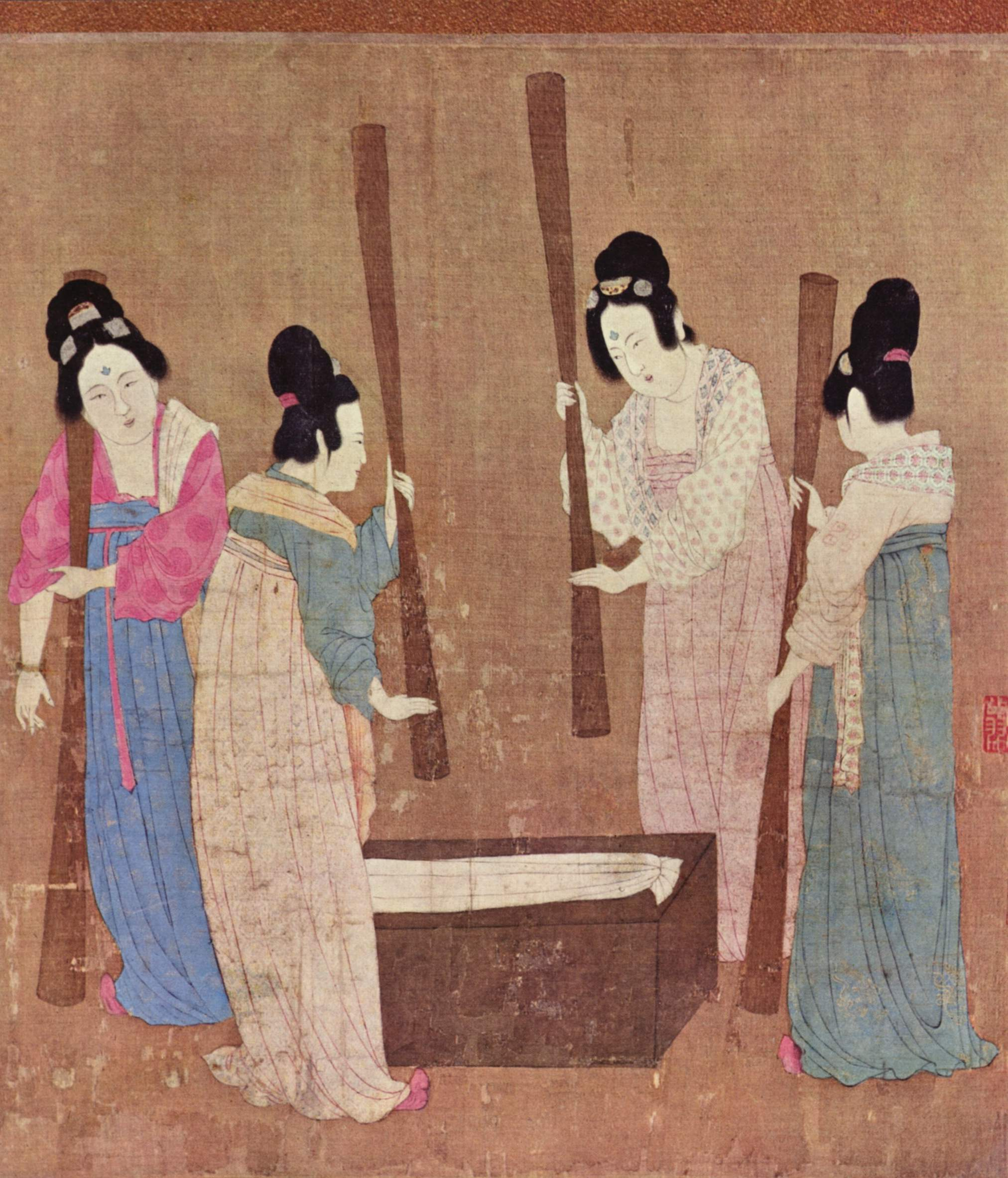
Femmes frappant et préparant la soie, peinture de l'empereur Song Huizong, début du XII, inspirée d'une peinture du début de la dynastie Tang.

Alors que les garçons suivent les cours dans les académies confucéennes dans l'espoir de pouvoir intégrer la fonction publique, les filles apprennent souvent la lecture et l'écriture par leurs frères. Pendant la période Song, plus de femmes des classes aisées et cultivées sont capables de lire grâce au développement de l'imprimerie. Ainsi, un nombre important de lettres, poèmes et autres documents écrits par des femmes ont été retrouvés. Certaines sont même suffisamment cultivées pour enseigner à leurs fils avant leur intégration dans une école officielle. Par exemple, la mère du politique et scientifique Shen Kuo lui a transmis une éducation de base et même la stratégie militaire qu'elle avait elle-même apprise de son frère aîné. Hu Wenrou, la grande sœur du fonctionnaire Hu Su, est considérée par Shen Kuo comme une mathématicienne remarquable, puisque Shen lui transmet souvent des questions par l'intermédiaire de son mari, afin d'avoir son point de vue et la critique de celle-ci sur ses travaux mathématiques. Dans un autre domaine, Li Qingzhao (1084-1151), dont le père est un ami de Su Shi, écrit beaucoup de poèmes narrant sa vie turbulente et devient ainsi une poétesse reconnue au cours de sa vie,. Après la mort de son mari, elle écrit des poèmes à profusion, dont certains sont émotionnellement profonds.

## Religion et philosophie

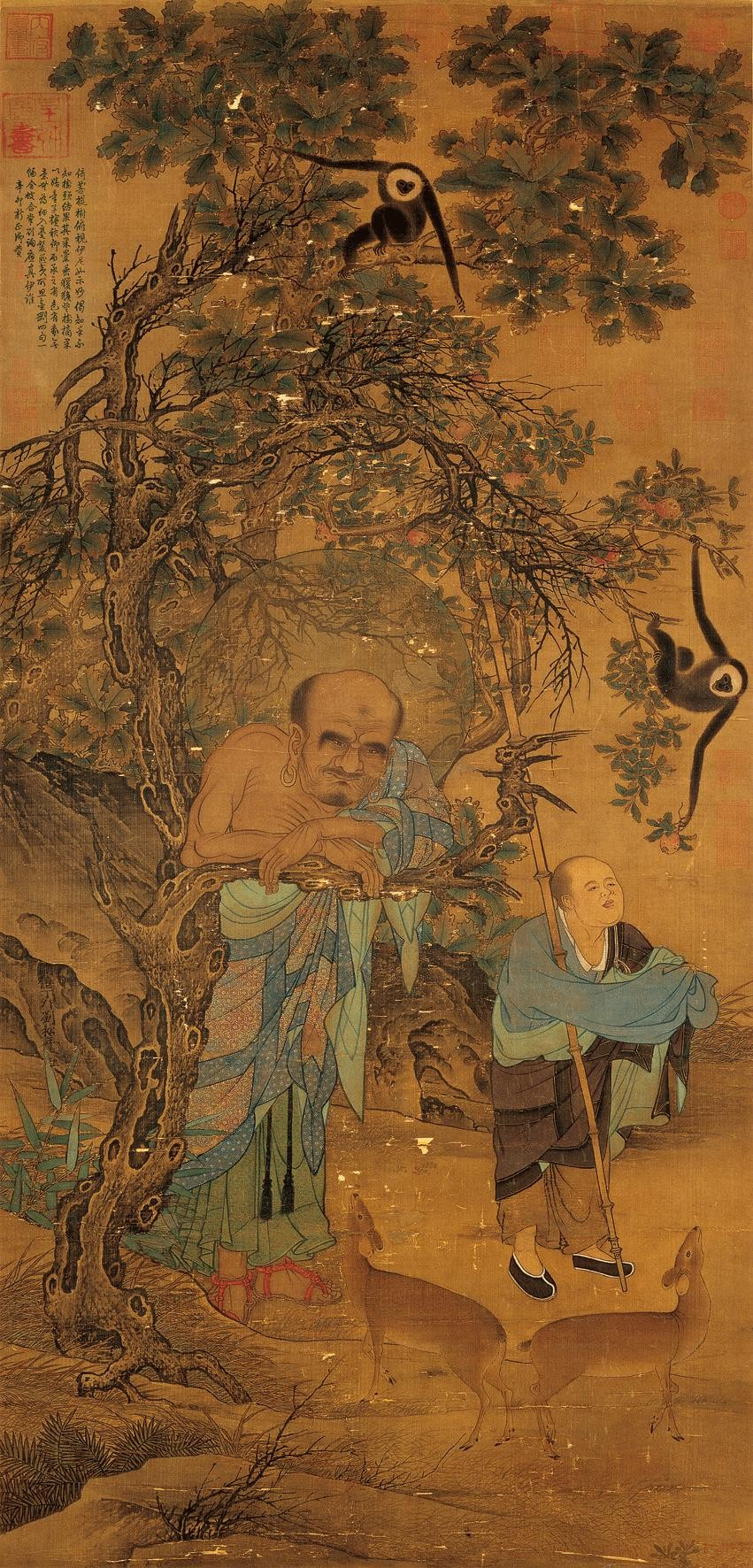
« Un Luohan », par Liu Songnian, fin du XII-début du XIII, dynastie des Song du Sud.

Le taoïsme chinois, le culte des ancêtres et le bouddhisme d'origine étrangère sont les pratiques religieuses dominantes de la période Song. Le taoïsme se développe largement par l'enseignement du Tao Tö King, attribué au philosophe du VIe siècle av. J.-C. Laozi (litt. « Vieux Maître »), considéré comme faisant partie des Trois Purs (les principales divinités du taoïsme). Le bouddhisme en Chine, introduit par les missionnaires Yuezhi, An Shigao et Kushan aux Ier et IIe siècles, s'adapte peu à peu pour donner naissance à un bouddhisme chinois spécifique.
Beaucoup de personnes suivent les enseignements de Bouddha et de moines importants comme Dahui Zonggao (1089-1163) et Wuzhun Shifan (1178-1249). Toutefois, de nombreuses critiques s'élèvent contre les principes religieux et philosophiques du bouddhisme. Parmi les opposants, le fonctionnaire et homme politique Ouyang Xiu compare le bouddhisme à un « fléau » qui s'abat sur la Chine, une tradition étrangère qui infiltre les croyances natives du pays et qui l'a affaibli durant les Dynasties du Nord et du Sud (420-581). Le soutien au bouddhisme est sujet de division au sein de la noblesse et même dans certaines familles. Par exemple, l'historien Zeng Gong déplore le succès du bouddhisme, le considérant comme une idéologie rivale de la « Voie des Sages » du confucianisme. Pourtant, à sa mort en 1083, il est enterré dans un temple bouddhiste que son grand-père a contribué à construire et que son frère Zeng Bu a déclaré cloître du mérite offert à sa famille. Même si les partisans conservateurs du confucianisme sont sceptiques à propos des enseignements du bouddhisme et cherchent souvent à s'en éloigner, d'autres les utilisent pour renforcer leur propre philosophie confucéenne. Ainsi, les philosophes néoconfucéens et frères Cheng Hao et Cheng Yi du XIe siècle cherchent des explications philosophiques sur les travaux de principe (li) et d'énergie vitale (qi) dans la nature. Ils répondent par ce biais aux notions métaphysiques complexes très populaires dans la pensée bouddhiste. Les fonctionnaires néoconfucéens cherchent également à emprunter l'idéal du bouddhisme mahāyāna de sacrifice personnel, de bien-être et de charité incarné dans le Bodhisattva. En cherchant à remplacer le rôle important des monastères bouddhistes dans le bien-être et la charité, les partisans du néoconfucianisme convertissent cet idéal par des mesures pratiques de support étatique aux pauvres.
Le bouddhisme ne s'est jamais complètement remis des importantes persécutions dont il a fait l'objet en Chine entre les Ve et XIe siècles, alors que le taoïsme continue de se développer dans la Chine Song. En Chine septentrionale, sous la dynastie Jin (1115-1234), après 1127, le philosophe taoïste Wang Chongyang (1113-1170) fonde le Quanzhen Dao. Les sept disciples de Wang, connus sous le nom des « Sept Immortels », acquièrent une grande renommée à travers la Chine. Parmi eux, la prêtresse Sun Buer (c. 1119-1182) devient le modèle féminin du Taoïsme. Quant à Qiu Chuji (1148-1227), un autre Immortel, il crée sa propre branche du Quanzhen Dao, la Longmen (« Porte du Dragon »). Sous les Song du Sud, les centres de culte taoïstes deviennent populaires. Situés dans les montagnes, ils sont réputés pour accueillir le logis des divinités taoïstes. Les familles aisées érigent ainsi des temples sur ces montagnes en l'honneur des divinités locales qui y résident. Beaucoup plus que pour le clergé bouddhiste, les prêtres taoïstes et hommes saints sont sollicités pour des prières dans l'espoir d'avoir un fils, de guérir d'une maladie ou d'obtenir des conditions plus clémentes après une longue période de mauvais temps et de pauvres récoltes.
La religion traditionnelle chinoise continue d'être pratiquée en Chine, empruntant des concepts aussi bien de l'ancienne mythologie chinoise que du culte des ancêtres. Beaucoup de personnes croient que des esprits et des divinités du royaume des esprits interagissent régulièrement avec le royaume des vivants. Ces sujets sont également populaires dans la littérature Song. Hong Mai (1123-1202), un important membre d'une famille de fonctionnaires du Jiangxi, écrit un livre populaire appelé Chroniques de Yijian (Yijian zhi) qui regroupe plusieurs anecdotes traitant des esprits et des interactions supposées avec des vivants. Les habitants de la Chine Song croient fortement que leur infortune et fortune quotidiennes sont les conséquences d'interventions de divinités et d'esprits qui interagissent avec leur vie de tous les jours. Ces divinités incluent les divinités bouddhistes et taoïstes nationalement reconnues, mais également des divinités et démons propres à certaines régions géographiques. Selon les croyances, si un ancêtre mort depuis longtemps est mécontent, il est possible qu'il puisse infliger des maux et maladies naturelles à ses descendants. Les gens pensent également que des démons espiègles et des esprits malveillants sont capables d'arracher des offrandes faites aux ancêtres. Les Chinois croient aussi que les esprits et divinités ont les mêmes émotions et comportements que les personnes vivantes. Dans certains cas, le chef des divinités locales d'une cité agit donc comme un fonctionnaire qui peut recevoir et distribuer des ordres pour punir ou récompenser d'autres esprits. Les habitants des villes offrent beaucoup de sacrifices à leurs divinités dans l'espoir que leur cité soit épargnée des catastrophes telles que les incendies. Toutefois, les gens ordinaires ne sont pas les seuls à tenter d'apaiser les divinités locales. En effet, les magistrats et fonctionnaires envoient des offrandes de la capitale vers différents lieux de l'empire pour assurer le soutien des divinités locales au pouvoir local.

## Justice et loi

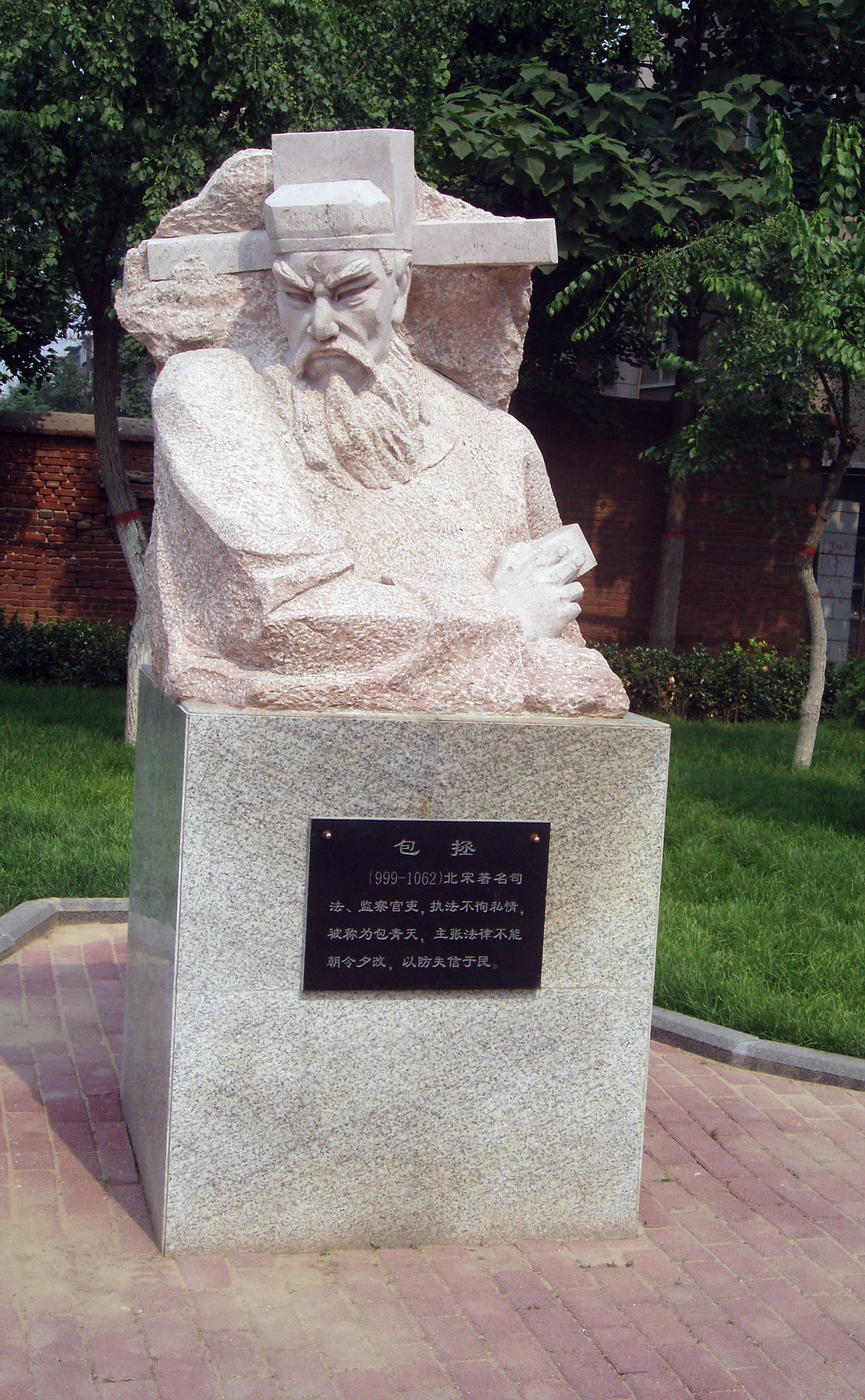
Buste du fameux magistrat Bao Zheng (999–1062), reconnu pour son jugement en justice durant le début de la période Song.

Un des devoirs des fonctionnaires érudits est d'entendre les affaires judiciaires de la cour. Toutefois, les magistrats et préfets de la période Song sont censés aller au-delà la loi écrite. Ils doivent promouvoir la morale dans la société et punir les brigands. Ils traitent souvent les cas les plus sérieux qui sont amenés devant la cour, la plupart des gens préférant en effet régler leurs querelles en privé, à cause du coût important des procédures judiciaires. Dans la Chine ancienne, les accusés par la cour ne sont pas considérés comme totalement innocents jusqu'à preuve du contraire, alors que les accusateurs sont quant à eux observés avec suspicion par le juge. Les accusés sont immédiatement placés dans des prisons répugnantes et nourris uniquement grâce aux efforts fournis par sa famille et ses amis. Cependant, l'accusateur doit aussi payer un prix : afin de faire entendre son cas, l'historien Gernet rapporte qu'ils doivent faire une offrande au juge.
Gernet montre que les disputes qui peuvent conduire à une arrestation sont la plupart du temps évitées ou réglées en privé. Pourtant, l'historienne Patricia Ebrey remarque que les tribunaux de la période Song sont submergés de querelles de voisinage et de droit à la propriété. L'auteur et fonctionnaire Yuan Cai (1140-1190) met en garde à plusieurs reprises sur ce phénomène et, comme les autres fonctionnaires de son temps, il avertit aussi ses lecteurs sur l'augmentation du brigandage dans la société des Song du Sud et le besoin de se protéger physiquement, ainsi que ses biens.

### Vengeance et justiciers
Le Premier ministre Wang Anshi, également écrivain en prose reconnu, écrit un ouvrage sur la justice de l'État au XIe siècle. Dans celui-ci, il écrit que les intérêts privés, en particulier la recherche d'une auto-justice, ne devraient pas interférer avec le déroulement de la justice publique. Dans le Classique des rites», les Rites des Zhou et les commentaires des Annales des Printemps et des Automnes, rechercher la vengeance pour un crime violent perpétré contre quelqu'un de sa famille est considéré comme une obligation morale et filiale. Wang croit que l'état de la Chine des Song est bien plus stable que ceux des temps anciens et plus capable de dispenser une justice équitable. Bien que Wang fasse l'éloge du justicier Wu Zixu (526-484 av. J.C.), Michael Dalby écrit que Wang « aurait été horrifié si les exactions de Wu avaient été répétées à la période Song ». Pour le Premier ministre, une vengeance personnelle réclamée par une victime contre celui qui a commis un acte criminel flagrant est seulement considérée comme acceptable quand le gouvernement et son système judiciaire connaît un dysfonctionnement ou cesse d'exister. Dans cette optique, la caractéristique d'un gouvernement fonctionnant correctement se traduit par le fait qu'une personne innocente ne sera jamais exécutée. Si cela se produit, les relations, amis et familles en deuil peuvent adresser une plainte aux fonctionnaires haut placés dans la hiérarchie pour que leur doléance soit traitée. Si un tel cas arrive jusqu'à l'empereur, le dernier juge, et qu'il décide que les fonctionnaires précédents qui ont traité le cas se sont trompés dans leur décision, il punit en conséquence ces fonctionnaires et la partie accusatrice. Si même l'empereur, pour une raison quelconque, commet une faute en pardonnant un parti qui était vraiment coupable, Wang estime que la seule explication pour l'absence de justice est la volonté du ciel et de son jugement va au-delà du contrôle des hommes mortels. Wang insiste pour que la soumission à la volonté du ciel à cet égard soit la bonne chose à faire, tandis qu'un père ou une mère assassiné pourra encore être honoré par des sacrifices rituels.

### Affaires judiciaires
Beaucoup d'affaires judiciaires de la période Song servent d'exemples pour la promotion de la morale dans la société. Utilisant sa connaissance et compréhension des citadins et des fermiers, un juge de cette époque rend sa décision sur une rixe entre pêcheurs, affaire enregistrée sous le nom Pan 52 et Li 7 par la cour :
« La compétition dans la vente de poisson conduit à des voies de fait.

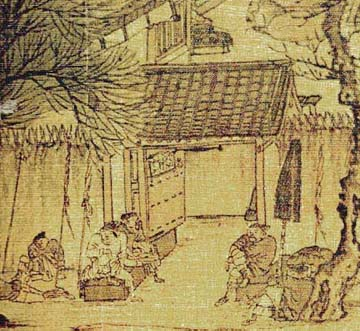
Une porte d'entrée d'une prison. Les murs sont surmontés de pointes pour décourager les évasions ou les entrées illicites. Extrait de la peinture intitulée « Le Jour de Qingming au bord de la rivière » par Zhang Zeduan (1085-1145).

Proclamation : Dans les marchés de la ville les profits du commerce sont le monopole des marchands itinérants, alors que le petit peuple des villages ruraux n'est pas autorisé à vendre directement leurs marchandises. Il n'existe pas un vêtement ou une nourriture qui ne soit pas le produit de ces paysans. Les hommes labourent la terre et les femmes tissent les tissus. Leur labeur est extrêmement lassant, pourtant le profit qu'ils en tirent est négligeable, alors que les intérêts des collecteurs retournent dans les poches de ces paresseux. Ces derniers se réunissent par centaines voire par milliers pour former des bandes. Quand les villageois viennent pour vendre leurs produits sur la place du marché, avant que les marchandises ne quittent leurs mains, la horde de ces paresseux arrive et les attaque en groupe. Ces paresseux appellent cette pratique « boxer pour la communauté familiale ». Ils ne craignent pas d'agir outrageusement. J'ai vu par moi-même ce phénomène. N'ont-ils pas pensé à la nourriture qu'ils consomment et aux vêtements qu'ils portent ? Sont-ils fabriqués par ces personnes sur le marché ? Ou sont-ils produits par les fermiers ruraux ? Quand ils reconnaissent que ces biens sont produits par les fermiers ou les villages ruraux, comment peuvent-ils exprimer de la colère à leur égard ? Comment peuvent-ils les brutaliser et les insulter ? Dans notre cas, Pan Cinquante-Deux et Li Sept sont deux poissonniers, mais Pan vit dans la ville et le mareyage est sa principale source de revenus. Li est un fermier, qui vend du poisson entre deux périodes de labeur. Pan à la fin de l'année a obtenu un profit, sans se fatiguer à élever les poissons, mais seulement en les vendant. Il haït Li et s'est battu avec lui sur le marché aux poissons. Son manque d'humanité est extrême ! Li est un villageois rustre. Comment pourrait-il se battre avec les marchands itinérants armés qui rôdent autour du marché ? Bien qu'aucune injure ne soit ressortie du combat, nous devons donc infliger des sanctions légères. Pan doit être battu de quinze coups de tige lourde. De plus, Li, bien qu'il soit un paysan, a agressé verbalement son adversaire lors de joute verbale. Il n'est clairement pas un homme simple et pur. Il a dû faire quelque chose qui a provoqué cette dispute. Li écope donc de dix coups de bâtons avec sursis, qui seront exécutés en cas de nouvelle infraction. »

### Débuts de la médecine légale

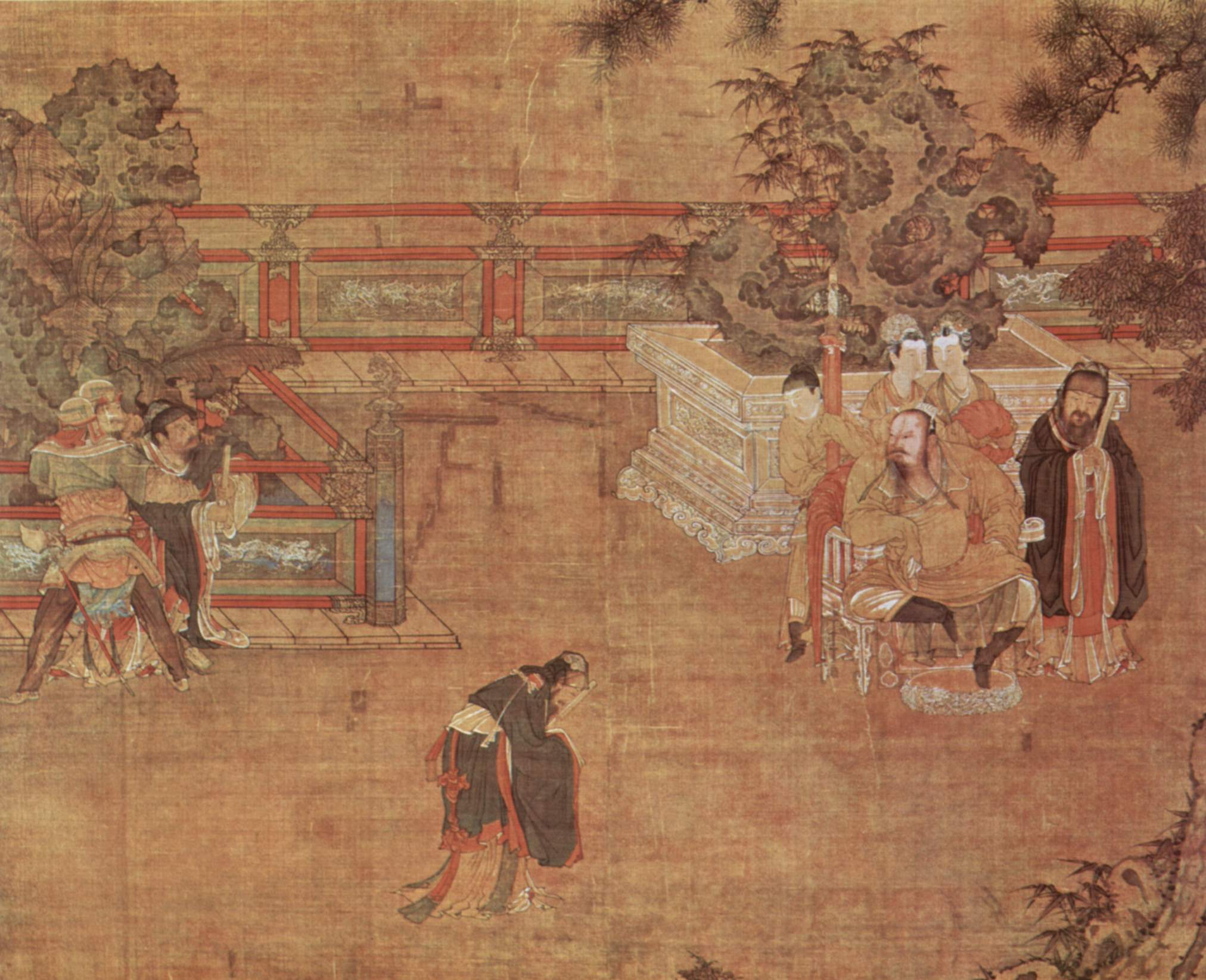
« La Balustrade brisée », peinture du XII montrant deux gardes armés du palais (gauche) au cours d'une arrestation.

Dans la dynastie Song, les policiers mènent les enquêtes et appréhendent les criminels suspectés. À partir de la scène de crime et des preuves collectées sur le corps, ils déterminent si la cause du décès est une maladie, la vieillesse, un accident ou un meurtre. Si un meurtre est constaté, un fonctionnaire de la préfecture est envoyé pour enquêter et rédiger un rapport d'investigation, signé par les témoins et ensuite utilisé par la justice. Les documents de ce rapport contiennent également des croquis du corps avec le détail des blessures infligées.
Song Ci (1186-1249) est un physicien et juge chinois de la dynastie des Song du Sud. Son fameux ouvrage Instructions aux légistes (Xi Yuan Ji Lu) est la base de la médecine légale en Chine. Avant cela, Shen Kuo proposait une analyse critique de l'anatomie humaine, chassant les anciennes croyances chinoises selon lesquelles la gorge humaine possède trois valves au lieu de deux. Une autopsie chinoise pratiquée au début du XIIe siècle confirme la théorie de Shen sur l'existence de seulement deux valves : l'œsophage et le larynx. Toutefois, la dissection et l'observation de corps humains pour résoudre des affaires criminelles sont une idée de Song Ci. Son travail est compilé sur la base des autres travaux chinois à propos de la justice et de la médecine légale. Son livre fournit une liste de types de morts (strangulation, noyade, empoisonnement, coups, etc.) et une méthode d'observation physique afin de distinguer un meurtre d'un suicide et d'un accident. En plus des instructions pour examiner les corps correctement, Song Ci fournit également des instructions de premiers secours pour les victimes proches de la mort à la suite d'une strangulation, une noyade, une hyperthermie, une hypothermie ou une malnutrition. Pour le cas spécifique de la noyade, Song Ci conseille même l'usage de la respiration artificielle.
Song Ci partage également son opinion selon lequel la présence du suspect d'un meurtre à l'autopsie de la victime a un très fort pouvoir psychologique dans la recherche d'aveux. Dans l'un des plus anciens cas d'entomologie médico-légale connus, un villageois a été frappé à mort avec une faucille, ce qui a conduit le magistrat à inviter tous les villageois à déposer leurs faucilles sur la place du village pour tester à l'aide de mouches la présence de restes invisibles de sang. Après la découverte de l'arme utilisée pour le meurtre, son auteur fut immédiatement arrêté.
Alors que l'intérêt pour l'anatomie humaine est une longue tradition en Occident, un livre de médecine légale comme celui de Song Ci n'y apparaît pas avant le livre de Roderic de Castro au XVIIe siècle. Les livres de Song Ci ont depuis été plusieurs fois commentés et traduits en Occident.

## Armée et guerre
Pour un article plus général, voir Histoire militaire de la Chine.

### Wuetwen, violence et culture

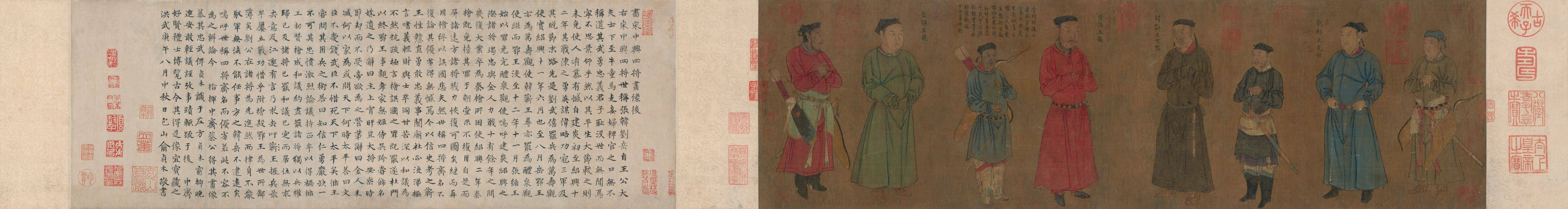
Les « Quatre généraux de Zhongxing » avec leurs quatre assistants, peints par by Liu Songnian (1174–1224). Le fameux général Yue Fei est la seconde personne en partant de la gauche.

Durant la dynastie Song, la voie la plus rapide pour ceux qui n'ont pas bénéficié d'une éducation suffisante pour accéder au pouvoir et gravir les échelons de la société consiste à s'engager dans l'armée. Si un homme réussit sa carrière militaire et peut revendiquer des batailles victorieuses, il s'assure un chemin victorieux vers le monde de la politique. D'autre part, les fonctionnaires érudits issus des examens impériaux sont originaires d'importantes familles et ils peuvent compter sur leur statut dans un clan pour faire avancer leur carrière et leur place dans la société. Cependant, beaucoup d'officiers n'ont pas cet avantage et doivent leur statut social à l'avantage que le pouvoir militaire leur garantit. Certains eunuques de la cour comme Tong Guan (1054-1126) s'engagent donc comme officiers dans l'armée centrale depuis que ce poste leur permet d'accélérer leur promotion dans la cour.
Les simples soldats sont majoritairement recrutés ou appelés parmi les fermiers ruraux, alors que les bandits et mercenaires repentis rejoignent également l'armée. Les soldats ne se voient pas offrir de statut officiel par les fonctionnaires confucéens, ce qui les exclut donc des Quatre Professions. En effet, les fonctionnaires érudits craignent de faire l'apologie ou de légitimer ceux dont les activités tournent autour des pratiques barbares du wu (violence). Même si les examens, rangs et postes militaires sont similaires à ceux de la filière civile, les fonctionnaires érudits et nobles considèrent cependant les activités militaires comme incultes. Malgré ce dédain et l'argument de la morale, les fonctionnaires érudits sont souvent à la tête de troupes et manient le commandement militaire. Pourtant, les fonctionnaires ne sont pas au sommet de l'ordre militaire et même civil. À la cime de la société se trouve l'empereur ; l'emploi de la violence par ce dernier est considéré comme nécessaire pour mater les éléments rebelles de la société et pour dominer les tribus violentes et incultes de l'Asie centrale, avant de soumettre ces territoires à l'autorité de l'empereur et de les transformer par le wen (culture et civilisation) supérieur de la Chine.

### Catastrophe et réformes
En 960, l'armée Song compte 378 000 soldats professionnels. À l'approche du XIe siècle, sa taille atteint 900 000 hommes, avant de comptabiliser un million de soldats en 1022 et plus de 1 250 000 en 1041,,. En conséquence, l'ensemble des dépenses nécessaires pour maintenir une telle puissance militaire consomme trois quarts de l'ensemble des revenus annuels de l'État. Pour diminuer ce gouffre financier, en 1069, le Premier ministre Wang Anshi instaure des milices locales qui soutiennent l'armée permanente. En 1073, il crée un nouveau bureau dans le gouvernement central, appelé Directorat des armes, qui supervise la fabrication des armements et en contrôle la qualité.

L'empire des Song du Nord (en rouge)

L'empire des Song du Sud (en rouge)

Malgré la taille de l'armée et des réformes bénéfiques, le haut commandement militaire Song est fortement corrompu. Au début du XIIe siècle, les généraux Song se voient offrir des fonds en fonction des troupes qu'ils enregistrent. Au lieu d'utiliser ces fonds pour le bien des troupes, ils complètent leur propre salaire avec cette manne financière. Pendant ce temps, les troupes de la marine permanente sont très peu payées alors qu'elles accomplissent des tâches subalternes. Les fonctionnaires érudits du gouvernement offrent souvent une faible attention à la détresse des soldats et même aux demandes des officiers, depuis qu'ils sont considérés comme appartenant aux rangs inférieurs de la société. L'historien John Fairbank écrit que la « domination civile de l'armée fait partie du contrôle de l'État par l'élite dirigeante, mais elle rend l'armée faible ».
La corruption du haut commandement et l'inefficacité de la force militaire sont bientôt mises en exergue par l'opération militaire menée conjointement avec les Jurchen pour combattre les Khitans de la dynastie Liao (916-1125). Après leur rébellion réussite contre leurs maîtres Khitans, les Jurchens remarquent la faiblesse de l'armée Song et brisent le pacte qui lie les deux peuples en attaquant ces derniers. En 1127, la capitale Kaifeng est capturée et le Nord de la Chine envahi, alors que le reste de la cour Song s'enfuit à Hangzhou pour fonder les Song du Sud. Il s'agit d'un coup violent porté aux élites militaires, puisqu'elles sont étroitement liées à la politique jusqu'à cette date. Par la suite ils s'éloignent donc de l'empereur et de sa cour. Alors qu'ils ont perdu le Nord de la Chine au profit de la nouvelle dynastie Jin (1115-1234), les Song mettent en place des réformes militaires drastiques. L'empereur Gaozong, désespéré de pouvoir regarnir les rangs de l'armée centrale, recrute des hommes dans tout le pays. Si cela a déjà été fait par le passé, de tels recrutements à une telle échelle constituent une première. Jusqu'à présent, les soldats compétents étaient réservés à la garde impériale. L'armée de Gaozong est désormais composée de soldats de tous horizons et de tous niveaux. Les Song du Sud retrouvent ainsi leur force et sont à nouveau commandés par des commandants loyaux, tels que Yue Fei (1103-1142), qui défendent avec succès les rives de la rivière Huai. Jurchens et Song signent finalement un traité de paix en 1141.
En 1131, l'écrivain chinois Zhang Yi remarque l'importance de l'usage de la marine dans le combat contre les Jin, en comparant la mer et la rivière à leur Grande Muraille et en préconisant l'usage de navires de guerre comme tours de guet efficaces. Alors que la marine chinoise existe depuis l'ancienne Période des Printemps et des Automnes (722-481 av. J.C.), la première marine de guerre chinoise est établie en 1132. Les Jurchens lancent une invasion contre les Song du Sud le long du Yangzi Jiang, qui se solde par deux victoires Song aux batailles de Caishi et Tangdao en 1161. Les navires Song mettent en déroute les Jin en utilisant des trébuchets sur leurs ponts supérieurs afin de lancer des bombes de poudre à canon,.

### Organisation, équipement et techniques

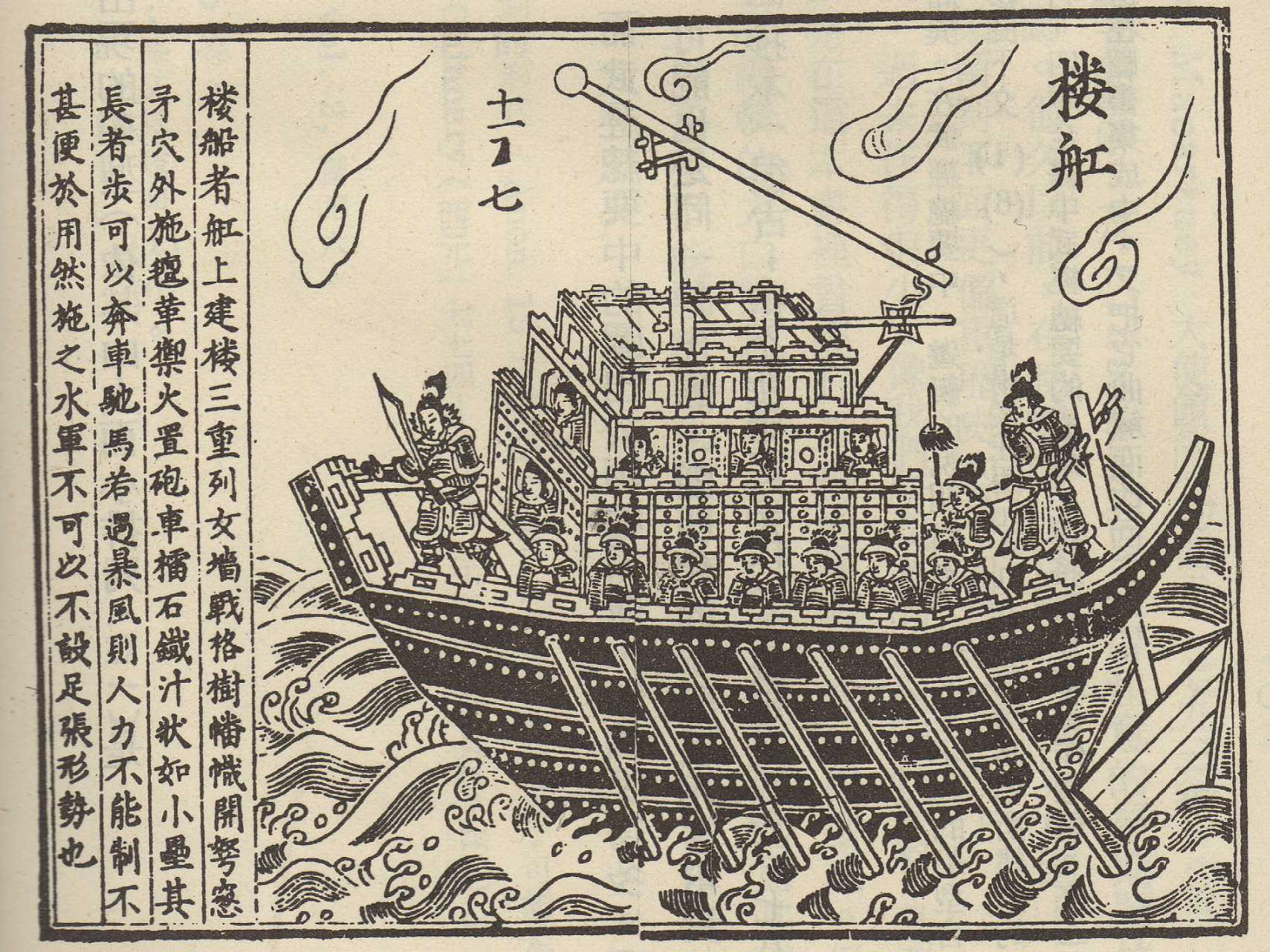
Navire fluvial de la dynastie Song avec un trébuchet à traction sur son pont supérieur, illustration tirée du Wujing Zongyao (1044).

Sous la dynastie Song, les unités d'infanterie sont organisées en pelotons de 50 hommes, contenus dans une compagnie (deux pelotons), elle-même faisant partie d'un bataillon de 500 hommes,. Durant la dynastie des Song du Nord, la moitié du million de soldats qui compose l'armée chinoise est stationnée autour de la capitale Kaifeng. Les troupes restantes sont éparpillées le long des frontières et proches des grandes villes et sont utilisées en temps de paix pour maintenir la sécurité locale. Bien que l'armée Song soit rongée par la corruption et largement ignorée par les fonctionnaires civils, elle procure tout de même une certaine force à l'empire. Durant la période Song, les exercices militaires sont étudiés de manière scientifique, alors que les soldats d'élite sont alloués à différentes responsabilités en fonction de l'examen de leurs compétences en maniement des armes et leurs capacités athlétiques. Pendant leur entraînement, les soldats et officiers se préparent à la bataille en suivant des signaux standards pour le mouvement des troupes en utilisant des drapeaux, cloches et tambours.
Les arbalétriers font partie d'une unité spéciale séparée du reste de l'infanterie. Selon le manuscrit militaire Wujing Zongyao écrit en 1044, les arbalètes utilisées en masse constituent l'arme la plus efficace contre les charges de cavalerie des nomades du Nord. Les arbalétriers d'élite servent également de tireurs embusqués, comme c'est le cas lorsque le général Xia Talin de la dynastie Liao est transpercé par un tir d'arbalète lors de la bataille de Shanzhou en 1004. Ces armes sont produites en masse dans les arsenaux d'État avec un souci d'amélioration constante, comme le montre l'utilisation de bois de mûrier et d'arbalètes en laiton capables de transpercer un arbre à une distance de 140 pas. La cavalerie Song utilise un large panel d'armes différentes, dont des hallebardes, épées, arcs et lances de feu qui déchargent une explosion de poudre et des éclats métalliques à l'impact. En préparation à la guerre, les arsenaux gouvernementaux fabriquent des armes en quantités énormes. Ainsi, des dizaines de millions de pointes de flèches et des composants d'armure par dizaines de milliers sortent chaque année des ateliers gouvernementaux. Il existe seize variétés connues de catapultes durant la période Song, conçues pour s'adapter à plusieurs proportions et nécessitant des équipes de travail dans des tailles allant de quelques dizaines à plusieurs centaines d'hommes.

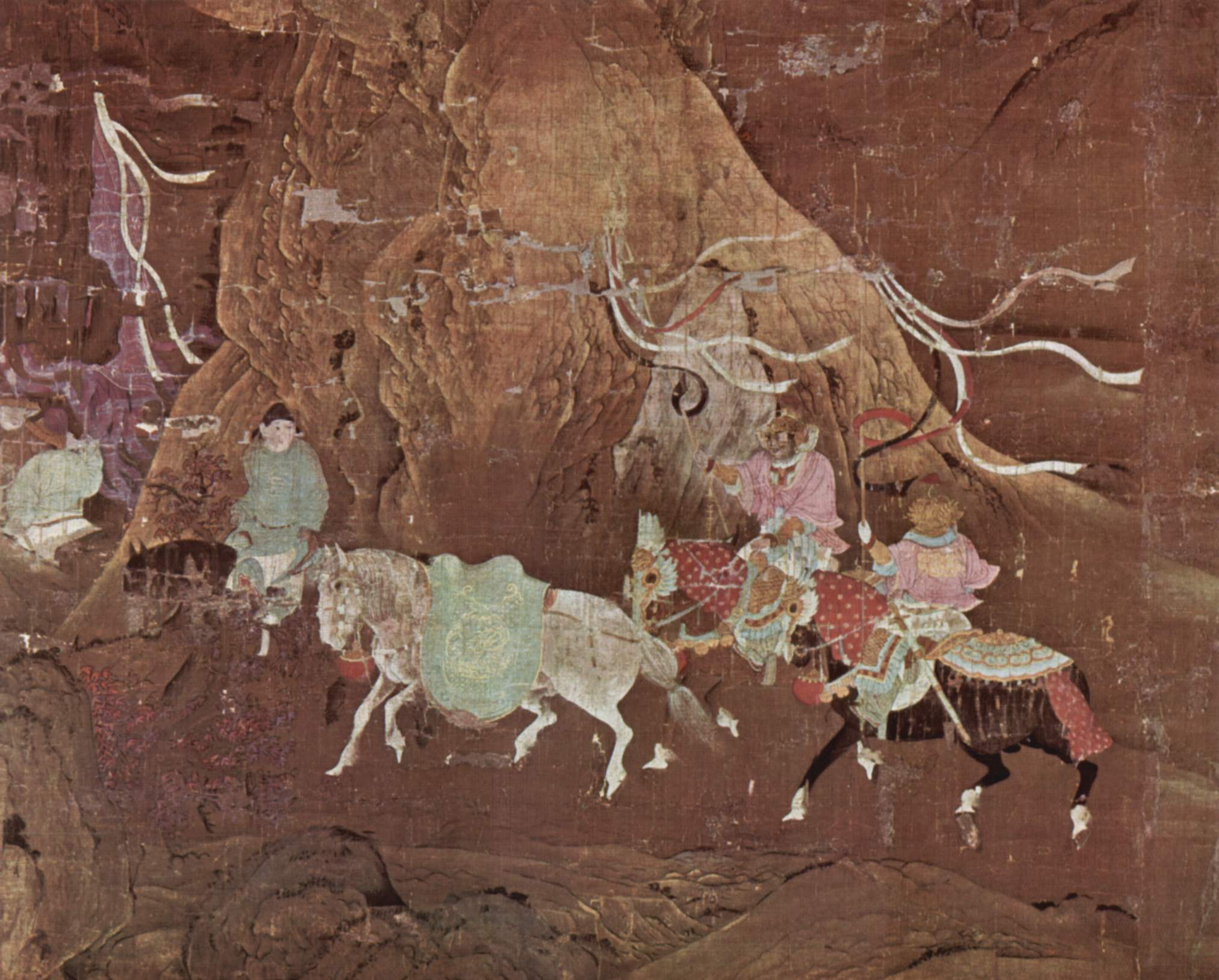
Peinture délavée et usée du XII montrant des cavaliers sur des chevaux habillés d'armures.

Contrairement aux autres dynasties chinoises à travers l'histoire, la dynastie Song ne fait pas reposer ses infrastructures et organisations militaires sur les armées nomades du Nord, telles que les Xianbei et ensuite les Mongols. À seulement deux reprises, des soldats non chinois sont utilisés dans des unités montées : au début de la dynastie lors des campagnes de l'empereur Taizong et à la fin du XIIIe siècle lorsque des déserteurs mongols viennent combattre avec les Song. Les royaumes Kitan et Tangoute possédant plus de pâturages dans le Nord de la Chine, l'armée de la dynastie Song possède peu de chevaux pour alimenter sa cavalerie. Pour pallier ce manque, des hommes d'État comme Wang Anshi tissent plus de liens avec le Tibet, en mettant en place un échange chevaux contre thé qui perdurera jusqu'à la dynastie Ming,. Par conséquent, les Song utilisent largement leur force navale : au Xe siècle lors de la guerre de réunification de la Chine et ensuite avec la marine permanente créée au XIIe siècle. Beaucoup des navires de guerre de cette marine sont des bateaux à roues à aubes et certains peuvent embarquer plus de 1 000 soldats. C'est également durant cette période que les navires de guerre sont pour la première fois équipés d'armes à feu. L'usage d'énormes ponts flottants à cette époque est essentiel à la victoire. Les Song en construisent un large au-dessus du Yangzi Jiang en 974 ; alors que les troupes sont attaquées, celui-ci est utilisé pour acheminer troupes et matériels en renfort sur l'autre rive au cours de la conquête des territoires des Tang du Sud.

## Minorités ethniques, étrangères et religieuses

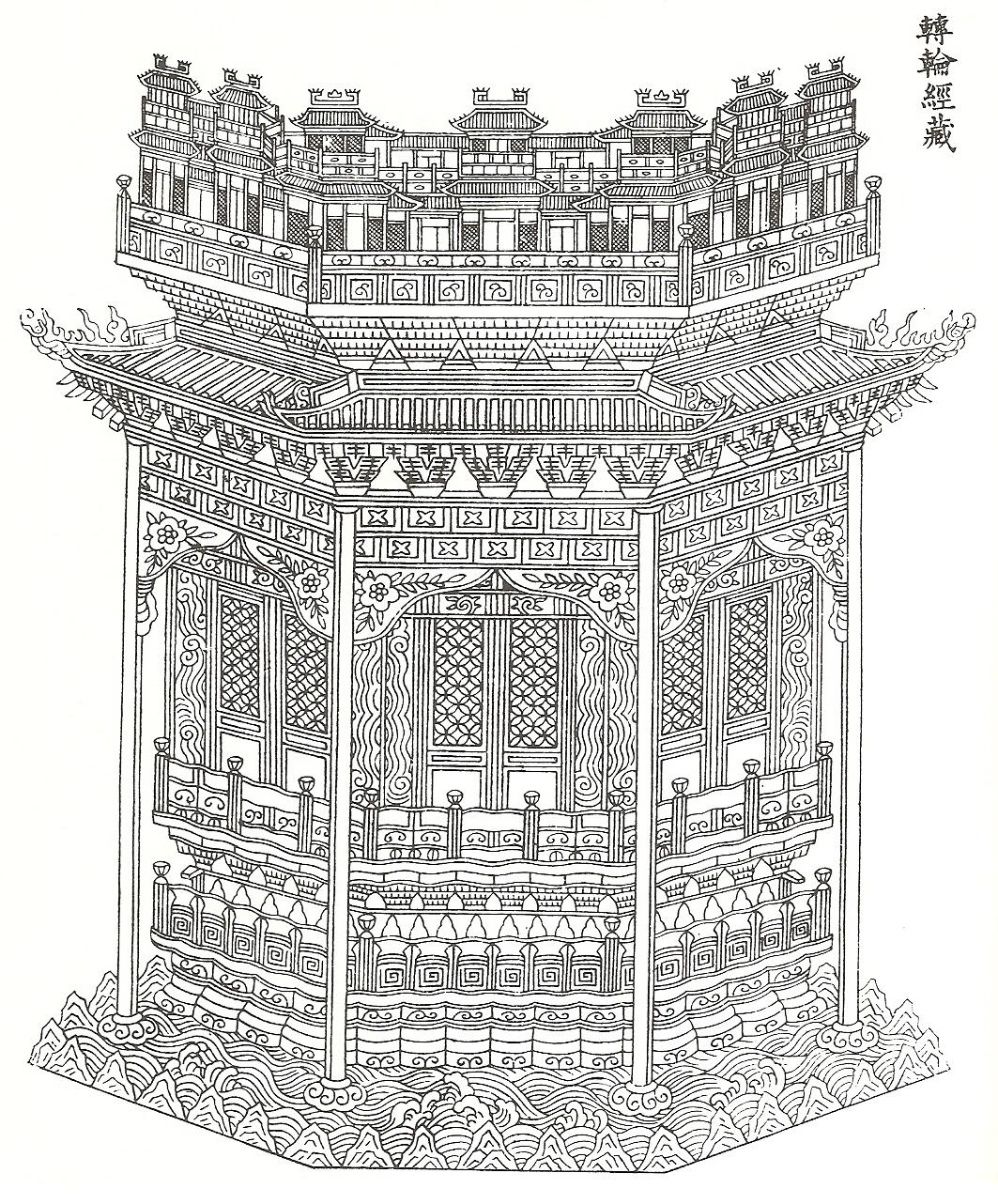
Arche sainte bouddhiste pivotante dessinée en 1103 durant la dynastie Song. Les chercheurs sino-judaïques pensent que les Juifs de Keifeng utilisaient ce style d'ouvrages pour entreposer leurs treize manuscrits de la Torah.

Tout comme l'atmosphère multiculturelle et métropolitaine de l'ancienne capitale Tang à Chang'an, les capitales Song à Kaifeng et Hangzhou accueillent un grand nombre de voyageurs étrangers et de minorités ethniques, et les contacts entre la Chine et le monde extérieur sont nombreux. Les relations commerciales sont entretenues par des ambassades de commerce et de tribut en Égypte, au Yémen, en Inde, en Corée et en Asie centrale. Dans un même temps, les Chinois envoient également des ambassadeurs à l'étranger pour encourager le commerce extérieur,,,,. Les bateaux de commerce Song voyagent jusque dans des ports au Japon, à Champa dans le Sud du Viêt Nam, à Sriwijaya en Asie du Sud-Est, au Bengale et au Sud de l'Inde, et même sur les côtes orientales de l'Afrique.
Pendant le IXe siècle, le port Tang de Guangzhou possède une importante et influente communauté musulmane. Durant la dynastie Song, l'importance de ce port décline au profit des ports de Quanzhou et Fuzhou dans la province du Fujian. Ce phénomène fait suite au déclin des marchands originaires du Moyen-Orient en Chine et à l'augmentation du nombre de bateaux commerciaux chinois sur les océans. Toutefois, les marchands du Moyen-Orient et autres étrangers ne sont pas entièrement absents, et certains occupent même des postes administratifs non négligeables. Par exemple, le musulman Pu Shougeng, d'origines persane et arabe, est nommé membre de la Commission de la Marine marchande de Quanzhou entre 1250 et 1275. L'astronome Ma Yize (910-1005), quant à lui, devient astronome en chef de la cour Song sous le règne de Taizu. En plus de ces personnages de l'élite, les ports chinois sont remplis de résidents d'origines arabe, perse et coréenne, qui possèdent des enclaves réservées pour chacun d'eux,.
Les musulmans représentent la plus importante minorité religieuse parmi de nombreuses autres en Chine à cette époque. Il existe aussi une communauté juive à Kaifeng qui a suivi l'exode de la cour vers Hangzhou après l'invasion de la Chine du Nord par les Jurchens en 1126. Le manichéisme perse est quant à lui introduit en Chine sous la dynastie Tang. Durant la période Song, les sectes manichéennes sont importantes dans les régions du Fujian et Zhejiang. Les chrétiens nestoriens ont pour la plupart été décimés durant la dynastie Tang, mais signent leur retour après l'invasion mongole du XIIIe siècle. Les disciples du zoroastrisme possèdent également des temples en Chine. Enfin, les perspectives d'étudier le bouddhisme chinois zen attirent les bouddhistes étrangers en Chine, comme Enni Ben'en (圓爾辯圓, 1201-1280) venant du Japon, qui a étudié sous l'enseignement de l'éminent moine chinois Wuzhun Shifan (1178-1249) avant d'établir le Tōfuku-ji à Kyōto. Tansen Sen déclare que le nombre de voyages de moines bouddhistes depuis l'Inde vers la Chine, et vice versa, surpasse celui de la dynastie Tang. Dans un même temps, « les textes indiens traduits sous la dynastie Song sont beaucoup plus nombreux que durant les précédentes dynasties ».

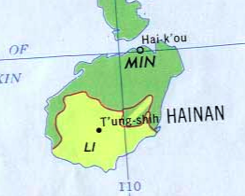
Carte de Hainan montrant les zones habitées par le peuple ethno-linguistique Li dans la moitié Sud de l'île.

Il existe beaucoup de minorités ethniques dans la Chine des Song qui n'appartiennent pas à la majorité Han. Parmi eux, le peuple Yao est à l'origine d'insurrections tribales contre les Song à Guangdong en 1035 et au Hunan en 1043, pendant le règne de l'empereur Song Renzong (r. 1023-1064). Les autorités Song utilisent le peuple Zhuang comme fonctionnaires locaux dans les provinces actuelles du Guangxi et du Guangdong. Ils ont pour mission la distribution des terres aux Yao et autres groupes tribaux. Les Yao et autres peuples des frontières de l'empire sont incorporés dans un système féodal, appelé fengjian shehui ou nuli shehui. Bien que les États de Chine continentale tentent sans relâche de s'installer sur une partie de l'île de Hainan depuis le IIIe siècle av. J.-C., il faut attendre la dynastie Song pour voir apparaître un effort concerté pour assimiler le peuple Li, qui combat et repousse depuis toujours les envahisseurs Han. Au cours du XIe siècle, le peuple Man de Hainan fait des ravages en rejoignant une bande de bandits de dix à plusieurs centaines de milliers d'hommes. L'homme politique Ouyang Xiu estime en 1403 qu'il existe au moins plusieurs centaines de milliers de bandits Man habitant dans plus d'une douzaine de préfectures de Chine continentale.
Pour contrer ses puissants voisins comme le Royaume de Dali (934-1253), les Song nouent des alliances avec les groupes tribaux dans le Sud-Ouest de la Chine, qui servent de tampon protecteur entre leurs frontières et celles de Dali. Aussi longtemps que ces groupes tribaux paient un tribut à la cour Song et consentent à suivre sa politique étrangère, l'empire Song leur garantit la protection militaire et permet une succession héréditaire du pouvoir de leurs dirigeants, ainsi qu'une certaine autonomie locale. Au cours des années 1050, la dynastie Song réprime des insurrections des tribus locales le long de leurs frontières avec la dynastie Lý de Đại Việt, pendant que leurs relations avec les peuples Tai et les alliances avec les dirigeants des clans locaux près des frontières méridionales mènent à une guerre de frontière avec les Lý entre 1075 et 1077.